# Österreichische Eishockey-Liga 2009/10
Die Saison 2009/10 der österreichischen Eishockeyliga dauerte von September 2009 bis April 2010 und wurde nach dem Ausstieg des HC Innsbruck mit nur noch sechs österreichischen Vereinen absolviert, denen sich vier Mannschaften aus Slowenien, Ungarn und Kroatien hinzugesellten. Der kroatische Verein KHL Medveščak Zagreb nahm als Neuzugang erstmals an der Meisterschaft teil. Titelverteidiger war der EC KAC, der jedoch bereits im Viertelfinale ausschied. Neuer Meister wurde zum dritten Mal in der kurzen Vereinsgeschichte der EC Red Bull Salzburg.

## Im Vorfeld

### Teilnehmende Mannschaften
Nach dem frühen Aus im Viertelfinale der letzten Saison verkündete der HC Innsbruck, aufgrund von finanziellen Schwierigkeiten nicht mehr an der höchsten österreichischen Spielklasse teilnehmen zu wollen und in die Nationalliga abzusteigen. Um dennoch eine gerade Anzahl von Mannschaften im Teilnehmerfeld gewährleisten zu können, sollte der HC Innsbruck durch ein weiteres ausländisches Team ersetzt werden, da wie auch in den letzten Jahren keine Mannschaft aus der Nationalliga Bereitschaft zu einem Aufstieg in die EBEL signalisierte. Kandidaten aus dem Ausland waren der italienische Serie-A-Verein HC Bozen und die kroatische Mannschaft KHL Medveščak Zagreb. Die Kroaten hatten ihren Aufnahmeantrag bereits im Jahr 2007 erstmals gestellt, während die Italiener zwar Interesse bekundeten aber kein offizielles Gesuch stellten. Aus diesem Grunde fiel die Entscheidung für die Mannschaft aus Zagreb, die mit einem kolportierten Budget von etwa zwei Millionen Euro in ihre erste Saison startete.
Diese Entscheidung rief jedoch vor allem bei den Fans ein geteiltes Echo hervor. Allgemein wurden Befürchtungen laut, die sogenannten „Ultras“ – gewaltbereite Fans, die auch bei Testspielen bereits für Probleme gesorgt hatten – könnten sich nun auch dem Eishockeysport zuwenden. Einige Teams hatten bekanntgegeben, für den Ernstfall Vorkehrungen treffen zu wollen, jedoch stellten sich alle Befürchtungen als grundlos heraus. Sowohl Mannschaft wie auch Fans erwiesen sich als große Bereicherung für die Liga.
|            | Team                      | Vorsaison        | Trainer |
| ---------- | ------------------------- | ---------------- | --- |
| Osterreich | EC KAC                    | Meister          | Emanuel Viveiros                                                                                           |
| Osterreich | EC Red Bull Salzburg      | Vizemeister      | Pierre Pagé                                                                                                |
| Osterreich | Vienna Capitals           | Halbfinal-Out    | Kevin Gaudet                                                                                               |
| Osterreich | EHC Linz                  | Halbfinal-Out    | Kim Collins                                                                                                |
| Osterreich | EC Graz 99ers             | Viertelfinal-Out | Bill Gilligan                                                                                              |
| Osterreich | EC VSV                    | Viertelfinal-Out | Johan Strömwall                                                                                            |
| Slowenien  | HK Jesenice               | Viertelfinal-Out | Ildar Rahmatuljin (bis 8. November 2009) Mike Posma                                                        |
| Ungarn     | Alba Volán Székesfehérvár | Rang 9           | Jarmo Tolvanen                                                                                             |
| Slowenien  | HDD Olimpija Ljubljana    | Rang 10          | Dany Gélinas (bis 25. November 2009) Matjaž Sekelj (interimistisch) Hannu Järvenpää (ab 17. Dezember 2009) |
| Kroatien   | KHL Medveščak Zagreb      | neu in der Liga  | Enio Sacilotto (bis 24. November 2009) Ted Sator                                                           |

### Budgets
Aufgrund der Wirtschaftskrise mussten einige Vereine mit teilweise stark reduzierten Budgets in die neue Saison starten. Am härtesten traf es den HK Jesenice, der Anfang Juni bei einer Pressekonferenz bekanntgab, nur etwa 700.000 Euro für die neue Saison zur Verfügung zu haben. Außerdem musste ein Schuldenberg von rund 1,6 Millionen Euro abgebaut werden. Die Mannschaft ließ daher einige ihrer Schlüsselspieler ziehen und gab bekannt, in den nächsten Spielzeiten verstärkt mit Nachwuchsspielern arbeiten zu wollen.
Aber auch im Verlauf der Saison kam es zu Problemen. Der HDD Olimpija Ljubljana veröffentlichte Ende Dezember in einer Pressemeldung, dass man aufgrund von anhaltenden Problemen bei der Ausbezahlung der Spielergehälter allen Legionären mit Ausnahme von Frank Banham und Kevin Mitchell die Möglichkeit eröffnete, sich ohne Rücksicht auf laufende Verträge bis zum IIHF-Transferschluss neue Vereine zu suchen, wenn die Spieler im Gegenzug auf die ausstehenden Gehälter verzichten. Einige Spieler nahmen dieses Angebot wahr und wechselten, sodass der Verein den Rest der Meisterschaft mit einer Rumpfmannschaft bestritt. Für die folgenden Saisonen plante die Mannschaft weiterhin an der EBEL teilnehmen, dabei jedoch ähnlich dem HK Jesenice auf einen günstigeren Kader vorwiegend aus einheimischen jungen Spielern zurückgreifen.

### Modus
Der endgültige Spielplan wurde am 15. Juni 2009 veröffentlicht. Der Modus des Vorjahres mit drei Hin- und Rückrunden im Grunddurchgang wurde beibehalten, was erneut 54 Spiele für jede Mannschaft ergab. Die im Vorjahr wenig beliebten Dienstag-Termine wurden durch eine Neuverteilung weitestgehend vermieden, allerdings waren Termine am 25. Dezember und 1. Jänner vorgesehen. Der Weihnachtstermin wurde nicht zuletzt aufgrund von Protesten der nordamerikanischen Spieler verschoben, da es in Übersee üblich ist, Weihnachten erst am 25. Dezember zu feiern. Die Play-offs wurden ab dem Viertelfinale, für das sich die besten acht Teams qualifizieren, wieder im Best-of-Seven-Modus ausgetragen. Gestartet wurde die Saison am 10. September mit einer Neuauflage des letztjährigen Finales, EC KAC gegen EC Red Bull Salzburg, als Livespiel auf Sky.

### Reglement
Auch aufgrund der Finanzkrise wurden einige Änderungen im Reglement durchgeführt. Dies betraf vor allem die Kader der Mannschaften. Die Punkteregel wurde modifiziert. War es im Vorjahr erlaubt gewesen, Spieler mit einer Gesamtzahl von 60 Punkten (die Punkte wurden wieder vor der Saison von den jeweils gegnerischen Teams vergeben, wobei ein Wert zwischen 0,5 und 4 Punkten erlaubt war) pro Spiel aufzustellen, so galt diese Gesamtzahl nun für den gesamten angemeldeten Kader. Damit sollte verhindert werden, dass wie in der letzten Saison Spieler verpflichtet werden, die anschließend nur wenig Eiszeit erhalten. Gleichzeitig sollten so die Budgets in Grenzen gehalten werden. Bei Erreichen der 60-Punkte-Marke waren nur noch drei Tauschvorgänge erlaubt. Es wurde auch vereinbart, dass die Vereine ab der Saison 2010/11 nur noch mit lizenzierten Spielervermittlern verhandeln durften, um dem Preistreiben bei den Spielergehältern ein Ende zu setzen. Das Lizenzierungssystem für diese Vermittler wurde in Zusammenarbeit mit der DEL erstellt.
Weiters durften die Vereine ab dem Halbfinale keine Anzeigen mehr beim Strafsenat einbringen, um damit nachträgliche Sperren für gegnerische Spieler zu erwirken. Mit dieser Regelung sollte das Ausufern dieser Anzeigen, wie es in den letzten Saisonen insbesondere in den Play-offs stattgefunden hatte, unterbunden werden.
Ende August wurde außerdem beim Jahreskongress der Internationalen Eishockey-Föderation die Abänderung dreier Regeln beschlossen, was auch in alle österreichischen Meisterschaften übernommen wurde. So durfte eine Mannschaft, die ein Icing verursacht, zur ersten Unterbrechung nach dem darauf folgenden Bully in ihrer Verteidigungszone keine Spielerwechsel mehr durchführen. Bullys durften nur noch an den Anspielpunkten durchgeführt werden, die gedachte Linie parallel zu den Längsbanden entfiel. Außerdem wurde nach einer ausgesprochenen Strafe das Anspiel immer in der Verteidigungszone der bestraften Mannschaft durchgeführt.

## Spielerwechsel und Kader
Beim amtierenden Meister EC KAC kehrte der ehemalige Nachwuchsspieler Dieter Kalt zu seinem Heimatverein zurück, während Warren Norris und Christoph Harand den Verein in Richtung Graz 99ers verließen. Erwartungsgemäß wurden auch die Verträge mit Travis Scott und Mike Pellegrims nicht verlängert.
Ähnlich ruhig blieb es beim EHC Linz, dessen Stürmerreihen praktisch unverändert blieben. Hier wurden jedoch die Legionäre in der Verteidigung ausgetauscht. Als Neuzugänge wurden Rich Bronilla (EV Landshut), Darrel Scoville (EC VSV) und Franklin MacDonald (Rochester Americans) bekanntgegeben. Ebenso ersetzte Kim Collins Jim Boni als Trainer, da letzterer als Sportdirektor zum ERC Ingolstadt in die Deutsche Eishockey Liga wechselte.
Der Vorjahres-Letzte Olimpija Ljubljana, wo Verteidiger Pasi Petriläinen und die Stürmer Todd Elik und Ralph Intranuovo den Verein verließen, verpflichtete neben einigen Jugendspielern unter anderem mit Norm Maracle den ehemaligen Torhüter der Iserlohn Roosters. Außerdem unterzeichnete der slowenische Stürmer Ivo Jan (EC Graz 99ers) einen Vertrag über eine Saison und kehrt damit zu jener Mannschaft zurück, wo er seine Profikarriere begonnen hatte.
Die Graz 99ers nahmen eine Reihe junger österreichischer Spieler unter Vertrag. So wurden Martin Oraže (EC VSV) und Florian Iberer (EHC Linz) für die Verteidigung verpflichtet, im Sturm wurde das Team mit Manuel Ganahl (EC-TREND Dornbirn), Matthias Schwab, Patrick Harand (beide EC Red Bull Salzburg), sowie Daniel Woger und Martin Hohenberger (beide HC Innsbruck) verstärkt. Weiters konnten der ehemalige Jesenice-Legionär Jean-Philippe Paré, Verteidiger Cole Jarrett (Nürnberg Ice Tigers) und der Stürmer Eric Healey (Mora IK) verpflichtet werden. Im Tor trat Sébastien Charpentier die Nachfolge von Dov Grumet-Morris an. Ein weiterer Abgang war der norwegische Verteidiger und ehemalige Teamkapitän Tommy Jakobsen, der das Ende seiner Karriere in seinem Heimatland bestreiten wollte.
Die Vienna Capitals fielen vor allem durch die Verpflichtung dreier Schlüsselspieler des HK Jesenice auf. Marcel und David Rodman sowie Aleš Kranjc unterzeichneten Verträge in der Bundeshauptstadt, während der in der Vorsaison lange verletzte Aaron Fox zu Liga-Neuling KHL Medveščak Zagreb wechselte. Für die Position des Torhüters konnte mit Frédéric Cassivi nach Jean-François Labbé erneut ein ehemaliger Spieler der Nürnberg Ice Tigers verpflichtet werden. Verteidiger Philippe Lakos kehrte nach einem Jahr beim HC Innsbruck wieder in die Bundeshauptstadt zurück. Ebenfalls die Verteidigung verstärkte François Bouchard von den Adler Mannheim. Um die in den letzten Jahren sehr dünne Kaderdecke zu stärken, wurde außerdem ein Try-out mit jüngeren Spielern veranstaltet.
Beim VSV wurden viele Abgänge von aus der eigenen Jugend stammenden Spielern bekanntgegeben. Thomas Raffl verließ das Team in Richtung Luleå HF, während Benjamin Petrik in die Nationalliga zum ATSE Graz hätte wechseln sollen. Dieser Wechsel wurde jedoch rückgängig gemacht als der ATSE sich gegen eine Nationalliga-Teilnahme entschied. Neu hinzu kamen die beiden ehemaligen VSV-Spieler Gerhard Unterluggauer (HC Innsbruck) und Philipp Pinter (Salzburg). Nach den Abgängen von Justin Mapletoft und Robby Sandrock wurden deren Positionen mit Mike Martin (Frederikshavn White Hawks) und Kiel McLeod (SG Cortina) nachbesetzt. Auf der Trainerbank ersetzte der bisherige Co-Trainer Johan Strömwall Larry Huras, der beim SC Bern einen Vertrag über zwei Jahre unterschrieben hatte. Mitte Juli wurde außerdem bekannt, dass Dan Cavanaugh seine Karriere beendete, da er in seiner Heimat eine Arbeit in der Immobilienbranche angenommen hatte. Mit dem Schweden Mikael Wahlberg (HC Ambrì-Piotta) konnte man für die Position des Erstlinien-Centers adäquaten Ersatz finden.
In Salzburg wurde Bobby Goepfert als Nachfolger von Jordan Parise engagiert, als Abgänge wurden neben Mario Scalzo (Adler Mannheim) und Stéphane Julien (Kölner Haie) auch viele der übrigen Legionäre bekanntgegeben. Neu im Team waren einige junge Spieler wie Michael Schiechl (Graz), Patrick Maier (Linz) und Florian Mühlstein (KAC). Salzburg setzte weiterhin auf die Verpflichtung von jungen Spielern als Legionäre und schloss Verträge mit Michael Gergen (University of Minnesota), Ryan Duncan (Bridgeport Sound Tigers), Kelsey Wilson (Milwaukee Admirals) und Brent Aubin (Toronto Marlies) ab. Mit Steve Regier (Peoria Rivermen bzw. St. Louis Blues) wurde erneut ein Spieler verpflichtet, der erst vergangene Saison bei einem NHL-Club aktiv gewesen war.
Der HK Jesenice verfügte lediglich über ein stark reduziertes Budget und musste die meisten seiner Schlüsselspieler abgeben, verpflichtete jedoch mit dem jungen Talent Rok Tičar, den beiden Russen Boris Tortunow (Torhüter, Witjas Tschechow) und Jan Golubowski (Verteidiger, HK Junost Minsk), dem Esten Andrei Makrov (Stürmer) sowie dem Kasachen Andrei Troschtschinski und dem Deutsch-Kasachen Alexander Dück auch einige Neuzugänge. Mit Aleš Remar (Hockey Milano Rossoblu) kehrte nach einer Saison in der italienischen Serie A2 auch ein langgedienter Stürmer zum Verein zurück.
Alba Volán musste vor allem den plötzlichen Tod von Gábor Ocskay überwinden und verpflichtete eine Reihe ungarischer Nationalspieler. Prominenteste Neuzugänge waren Marton (Diables Rouges de Briançon) und János Vas (Brynäs IF). Ersterer hatte einige Jahre lang zu den Topscorern der französischen Ligue Magnus gezählt. Torhüter Levente Szuper verließ den Verein und wechselte zu den Hannover Scorpions in die DEL. Er wurde durch Tommi Satosaari von den Diables Rouges de Briançon ersetzt. Ebenso entschied sich Publikumsliebling Nathan Martz nach langer Überlegung dafür, ein Angebot des HC Alleghe aus der italienischen Serie A1 anzunehmen. Die Verteidiger Ryan Bonni, Blake Forsyth, Nick Martens und Andreas Byström wechselten ebenfalls zu neuen Teams und wurden durch Oscar Ackeström (Hannover Scorpions) und Juha Alen (Mora IK) ersetzt. Auf der Trainerbank trat Jarmo Tolvanen die Nachfolge von Ted Sator an.
Liga-Neuling KHL Medveščak Zagreb baute für die erste EBEL-Saison ein völlig neues Team auf und verpflichtete neben einigen im Ausland tätigen Spielern mit kroatischen Wurzeln auch den slowenischen Nationaltorhüter Robert Kristan (Mora IK). Ebenso konnten mit Aaron Fox (Capitals), Robby Sandrock (VSV), Alan Letang (HC Innsbruck) und Conrad Martin (HK Jesenice) einige EBEL-erfahrene Legionäre verpflichtet werden. Mit T. J. Guidarelli kehrte ein Center in die EBEL zurück, der mit Aaron Fox bereits in der Saison 2003/04 beim HC Innsbruck ein erfolgreiches Stürmerduo gebildet hatte. Mike Ouellette (Hartford Wolf Pack) und Jeff Corey (South Carolina Stingrays) verstärkten die Sturmreihen zusätzlich.

### Transfers während der Saison

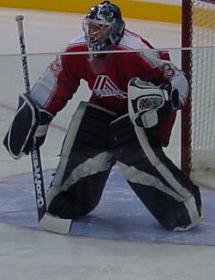
Der ehemalige Nationaltorhüter Reinhard Divis kehrte nach einem Jahr in Schweden zu den Red Bulls zurück.

Relativ schnell ausgetauscht wurde mit Boris Tortunow der Torhüter des HK Jesenice, dessen Position Dov Grumet-Morris, der ehemalige Torhüter der Graz 99ers übernahm. Auch die Stürmer Andrei Makrov und Andrei Troschtschinski standen in der Kritik. Ersterer konnte sich jedoch in einem persönlichen Gespräch mit dem Trainer eine zusätzliche Frist sichern, um seine Leistungsfähigkeit zu beweisen. Neu hinzu kam für kurze Zeit der Stürmer Konstantin Firsanov von den Schwenninger Wild Wings (2. Eishockey-Bundesliga), der jedoch das Tryout aufgrund mangelnder Leistungen nicht bestand. Er wurde durch Bobby Robins (Belfast Giants) ersetzt. Da jedoch weiterhin der Erfolg ausblieb, wurde Trainer Ildar Rahmatuljin im November durch Mike Posma ersetzt, der zwei Jahre zuvor die Laibacher bis ins Finale geführt hatte. Dieser holte auch Todd Elik vom HC Thurgau nach Jesenice. Die Einzelheiten des Transfers liefen jedoch unter mysteriösen Umständen ab, da Posma Elik kurzerhand mit dem PKW aus Thurgau holte, noch bevor die Formalitäten für den Transfer abgewickelt waren.
Bei Alba Volán wurde der Try-out-Stürmer Teemu Elomo nicht in das fixe Line-Up aufgenommen. Zunächst stand für kurze Zeit die Verpflichtung des Kanadiers Grant Stevenson im Raum, mit dem jedoch keine Einigung erzielt werden konnte. Stattdessen wurde die erneute Verpflichtung von Nathan Martz bekanntgegeben (HC Alleghe), der schon in der Saison zuvor mit guten Leistungen überzeugt hatte. Die Verteidigung wurde mit David Bornhammar (Leksands IF) verstärkt.
Auch der HDD Ljubljana verstärkte sich zusätzlich während der Saison. Nachdem Ralph Intranuovo den Verein verlassen hatte, wurden mit Travis Brigley und Matt Higgins zwei weitere Stürmer engagiert. Harlan Pratt, der in der Saison 2006/07 bereits sechs Spiele für die Vienna Capitals bestritten hatte, und Burke Henry (ehemals Salzburg) verstärkten die Abwehr. Nur auf wenige Einsätze brachte es Steve Kelly, dessen Vertrag aufgrund einer Verletzung vorzeitig wieder aufgelöst werden musste. Die meisten der verpflichteten Spieler verließen den Verein aufgrund von dessen finanziellen Schwierigkeiten jedoch im Saisonverlauf wieder.
Liganeuling Zagreb engagierte nach Saisonbeginn den Verteidiger Chris Powers und verstärkte wenig später auch den Sturm mit dem Kanadier Brad Smyth. Im November wurde außerdem der ehemalige Capitals- bzw. Linz-Legionär Richard Seeley für ein Tryout verpflichtet. Ende November kam zusätzlich der Stürmer Jeff Heerema von den Frankfurt Lions nach Zagreb.
Die Red Bulls Salzburg entließen nach achtzehn Runden Bobby Goepfert aufgrund nicht ausreichender Leistungen aus seinem Vertrag und nahmen den vereinslosen Reinhard Divis als zweiten Torhüter neben David LeNeveu unter Vertrag. Im November wurde außerdem der laufende Vertrag mit Trainer Pierre Pagé um drei weitere Jahre verlängert. Knapp vor Transferschluss fand noch ein vereinsinterner Tausch statt: Brent Aubin wurde aus dem Farmteam in die erste Mannschaft geholt, während der enttäuschende Michael Gergen den umgekehrten Weg antrat.
Der EC KAC verstärkte sich aufgrund einer Serie von Verletzungen bei den Schlüsselspielern – im Oktober waren mit Sean Brown, Johannes Reichel, Christoph Brandner und Andy Schneider gleich vier Stammspieler verletzt – Anfang November mit dem NHL-Veteranen Shawn Bates, der aber nach nur sechs Spielen aufgrund mangelnder Leistungen wieder entlassen wurde. Anfang Dezember wurde mit Jason Morgan ein neuer Ersatz verpflichtet, der jedoch ebenso nicht die Erwartungen erfüllen konnte. Knapp vor Weihnachten kam mit Jordan Parise auch der letztjährige Torhüter der Salzburger zum KAC.
Der junge Österreicher Kevin Puschnik, der zuvor in der Québec Major Junior Hockey League sein Glück versucht hatte, absolvierte ein Tryout bei den 99ers, wurde aber dann doch von den Red Bulls Salzburg unter Vertrag genommen.
Der EHC Linz reagierte Mitte November auf die langfristige Verletzung von Darrel Scoville und verpflichtete als Ersatz den Verteidiger Brendan Buckley.
Auch der EC VSV musste auf den deutlichen Leistungsschwund nach dem starken Meisterschaftsbeginn reagieren und nahm im November den Verteidiger Jean-François Fortin unter Vertrag. Ein weiterer Stürmer sollte folgen und wurde in Person von Nate DiCasmirro gefunden, der jedoch bei weitem nicht die erhofften Leistungen bringen konnte.
Die Vienna Capitals reagierten mit der Verpflichtung des Kanadiers Yves Sarault im Dezember auf die Verletzung von Marc Tropper. Sarault absolvierte zunächst ein Tryout bei den Wienern und wurde schließlich in die fixe Aufstellung übernommen. Knapp vor Ende der Transferfrist machten die Capitals noch mit einigen aufsehenerregenden Transfers auf sich aufmerksam: Verteidiger Tino Anton Teppert wurde trotz starker Leistungen abgegeben und gegen zwei weitere Transferkartenspieler, Francis Lemieux und den ehemaligen Salzburger Darryl Bootland, ersetzt. Dieser Transfer rief viel Kritik hervor, da die Capitals ohnehin über eine weit überdurchschnittliche Anzahl an Legionären verfügten.

## Preseason
Beinahe alle Mannschaften bestritten in ihrem Testspielprogramm eines oder mehrere Turniere. Der EC Red Bull Salzburg veranstaltete wieder das Red Bulls Salute, an dem diesmal unter anderem die Adler Mannheim (DEL), die Espoo Blues (SM-liiga) und der HK ZSKA Moskau (KHL) teilnahmen, und konnte dieses Turnier zum ersten Mal seit seiner Austragung gewinnen. Titelverteidiger EC KAC sowie die Ligakonkurrenten EC VSV, HK Jesenice und HDD Olimpija Ljubljana nahmen wieder am Rudi-Hiti-Sommercup in Bled teil. Die beiden Vorjahresfinalisten KAC und VSV konnten heuer das Finale nicht mehr erreichen, Sieger wurde der HK Jesenice, der sich im entscheidenden Spiel gegen die Diables Rouges de Briançon im Penaltyschießen durchsetzte. Der EHC Linz bestritt den Dolomitencup sowie den Euro-Can-Cup, letzteren gemeinsam mit den London Knights (Ontario Hockey League), dem EHC München (2. Eishockey-Bundesliga) und dem EV Zug (National League A) in Nordamerika, und schloss beide Turniere auf dem dritten Rang ab. Alba Volán Székesfehérvár konnte ein Turnier in Polen gewinnen und veranstaltete zu Ehren des verstorbenen Spielers Gábor Ocskay ein Gedenkturnier, an dem sich auch die Vienna Capitals, die Graz 99ers und der HDD Olimpija Ljubljana beteiligten. Alba Volán konnte sich im Finale gegen die Vienna Capitals durchsetzen.
Daneben fand eine große Zahl an Testspielen gegen Mannschaften aus der Deutschen Eishockey Liga und der National League A und B statt. Dabei konnten die österreichischen Mannschaften sehr gute Ergebnisse erzielen und zeigen, dass die EBEL ihr Niveau weiter an die genannten Ligen annähern konnte.

### Übersicht über alle Preseason-Turniere
| Turnier                    | Zeitraum                 | Teilnehmer aus der EBEL                                                                 | Teilnehmer | Endergebnisse |
| -------------------------- | ------------------------ | --------------------------------------------------------------------------------------- | ---------- | --- |
| Dolomiten-Cup              | 14. bis 16. August 2009  | EHC Linz                                                                                | 4          | EHC Linz: Rang 3 |
| Turnier in Polen           | 20. bis 22. August 2009  | Alba Volán Székesfehérvár                                                               | 4          | Alba Volán Székesfehérvár: Turniersieger                                                                                 |
| Euro-Can-Cup               | 25. bis 31. August 2009  | EHC Linz                                                                                | 4          | EHC Linz: Rang 3 |
| Red Bulls Salute           | 27. bis 30. August 2009  | EC Red Bull Salzburg                                                                    | 6          | EC Red Bull Salzburg: Turniersieger                                                                                      |
| Rudi-Hiti-Sommercup        | 27. bis 30. August 2009  | EC KAC EC VSV HK Jesenice HDD Olimpija Ljubljana                                        | 6          | HK Jesenice: Turniersieger EC KAC: Rang 3 HDD Olimpija Ljubljana: Rang 4 EC VSV: Rang 5                                  |
| Gábor-Ocskay-Gedenkturnier | 5. und 6. September 2009 | Alba Volán Székesfehérvár EV Vienna Capitals EC Graz 99ers HDD Tilia Olimpija Ljubljana | 4          | Alba Volán Székesfehérvár: Turniersieger EV Vienna Capitals: Rang 2 EC Graz 99ers: Rang 3 HDD Olimpija Ljubljana: Rang 4 |
| Vierländerturnier          | 5. und 6. September 2009 | EC VSV                                                                                  | 4          | EC VSV: Rang 4 |

## Grunddurchgang

### 1. Durchgang
| Tabellensituation nach dem ersten Durchgang (18 Runden) | Tabellensituation nach dem ersten Durchgang (18 Runden) | Tabellensituation nach dem ersten Durchgang (18 Runden) | Tabellensituation nach dem ersten Durchgang (18 Runden) | Tabellensituation nach dem ersten Durchgang (18 Runden) | Tabellensituation nach dem ersten Durchgang (18 Runden) | Tabellensituation nach dem ersten Durchgang (18 Runden) | Tabellensituation nach dem ersten Durchgang (18 Runden) |
| Rk                                                      | Team                                                    | GP                                                      | W                                                       | L (OTL)                                                 | GF:GA                                                   | +/-                                                     | Pts                                                     |
| ------------------------------------------------------- | ------------------------------------------------------- | ------------------------------------------------------- | ------------------------------------------------------- | ------------------------------------------------------- | ------------------------------------------------------- | ------------------------------------------------------- | ------------------------------------------------------- |
| 1                                                       | EC Graz 99ers                                           | 18                                                      | 13                                                      | 5 (2)                                                   | 74:44                                                   | +30                                                     | 28                                                      |
| 2                                                       | EHC Linz                                                | 18                                                      | 12                                                      | 6 (3)                                                   | 68:49                                                   | +19                                                     | 27                                                      |
| 3                                                       | Vienna Capitals                                         | 18                                                      | 13                                                      | 5 (0)                                                   | 70:46                                                   | +24                                                     | 26                                                      |
| 4                                                       | EC VSV                                                  | 18                                                      | 11                                                      | 7 (1)                                                   | 55:56                                                   | −1                                                      | 23                                                      |
| 5                                                       | EC KAC                                                  | 18                                                      | 10                                                      | 8 (1)                                                   | 59:55                                                   | +4                                                      | 21                                                      |
| 6                                                       | EC Red Bull Salzburg                                    | 18                                                      | 9                                                       | 9 (2)                                                   | 80:67                                                   | +13                                                     | 20                                                      |
| 7                                                       | Alba Volán                                              | 18                                                      | 8                                                       | 10 (2)                                                  | 51:64                                                   | −13                                                     | 18                                                      |
| 8                                                       | KHL Medveščak Zagreb                                    | 18                                                      | 7                                                       | 11 (3)                                                  | 50:73                                                   | −23                                                     | 17                                                      |
| 9                                                       | HDD Olimpija Ljubljana                                  | 18                                                      | 5                                                       | 13 (2)                                                  | 45:65                                                   | −20                                                     | 12                                                      |
| 10                                                      | HK Jesenice                                             | 18                                                      | 2                                                       | 16 (3)                                                  | 43:76                                                   | −33                                                     | 7                                                       |

Der Grunddurchgang startete am 10. September mit der Neuauflage des Vorjahresfinales, EC KAC gegen den EC Red Bull Salzburg, das als Fernsehspiel von Pay-TV-Sender Sky live ausgestrahlt wurde und von Vizemeister Salzburg mit 7:6 gewonnen werden konnte. In der Folgezeit setzte sich etwas überraschend der von vielen als schwächer eingeschätzte EC VSV an die Spitze der Tabelle, der die Saison mit fünf Siegen in Folge eröffnet hatte. Vor allem die neuen Legionäre Kiel McLeod und Mikael Wahlberg sowie der junge Österreicher Michael Raffl sorgten immer wieder für Torerfolge. Dicht gefolgt wurden die Villacher von den Graz 99ers, die trotz einer Verletzung von Torhüter Sébastien Charpentier mit dem jungen Fabian Weinhandl sehr gute Ergebnisse erzielen konnten. Bei Meister und Vizemeister wurde jedoch in den ersten Spielen eine deutliche Schwäche in der Defensive offensichtlich. Bei den Salzburgern, wo Trainer Pierre Pagé ein System mit vier Stürmern und nur einem Verteidiger installiert hatte, konnten auch die beiden Torhüter Bobby Goepfert und David LeNeveu zunächst nicht voll überzeugen, wenngleich vor allem die Feldspieler die Defensivaufgaben nicht konsequent erledigten. Dennoch schaffte es LeNeveu nach einigen Runden, sich die Position als erster Torhüter zu sichern.
Beim Meister EC KAC stabilisierten sich die Leistungen nach einem durchwachsenen Start zum Ende des ersten Durchgangs hin, nachdem die Mannschaft das erste Kärntner Derby der Saison gegen den EC VSV mit 4:1 gewonnen hatte. Jedoch behinderten viele Ausfälle die Mannschaft: Der Center Andy Schneider musste nach einem harten Check von Benoît Gratton mit einer Gehirnerschütterung pausieren, und wenig später wurde bei Verteidiger Sean Brown eine alte Schulterverletzung wieder akut. Beide fielen für den Großteil der Saison aus. Nur wenige Spiele später fielen auch Verteidiger Johannes Reichel und die Stürmer Jeff Shantz und Christoph Brandner aus, wodurch der EC KAC einige Spiele mit einer Rumpfmannschaft bestreiten musste. Von Seiten des Vereins war bereits zu dieser Zeit angedacht, Verstärkung zu holen, jedoch sollten zunächst die Ausheilung der Verletzungen und die Leistungen der Mannschaft beobachtet werden. Hier taten sich vor allem die jüngeren Spieler hervor, sodass auch einige Spiele gegen hochkarätige Gegner gewonnen werden konnten.
Die Vienna Capitals starteten mit zwei Heimniederlagen in die Saison, fanden jedoch mit einem Auswärtssieg beim ungarischen EBEL-Teilnehmer Alba Volán wieder zu gewohnter Stärke zurück und konnten anschließend sechs Spiele in Folge gewinnen. Trotz einer streckenweise sehr umfangreichen Verletztenliste etablierte sich die Mannschaft schnell an der Tabellenspitze. Der EHC Linz konnte sich aufbauend auf eine solide Defensive und Torhüter Alex Westlund ebenfalls in der vorderen Tabellenhälfte platzieren, verpasste jedoch zunächst Platz eins durch eine Schwächephase, in deren Verlauf drei Spiele in Serie verloren wurden. Insbesondere das erste Auswärtsspiel in Székesfehérvár bedeutete einen Wendepunkt bei den bis dorthin gezeigten Leistungen, als die Mannschaft im letzten Drittel einen 5:1-Vorsprung verspielte und schließlich noch im Penaltyschießen (nach insgesamt 24 angetretenen Schützen) unterlag.
Bei den ausländischen Teilnehmern verliefen die ersten achtzehn Runden weniger erfolgreich. Neuzugang Zagreb belegte zwar zwischenzeitlich den zweiten Tabellenplatz, fiel jedoch mit Fortgang der Meisterschaft zurück, nachdem zwischenzeitlich allein in vier Spielen 23 Gegentore gefallen waren. Insbesondere das Auswärtsspiel in Salzburg geriet mit einem Endstand von 3:9 zu einer hohen Niederlage. Hier wurde mit der Verpflichtung von Brad Smyth reagiert. In der Folgezeit bekam die Mannschaft die Verteidigungsschwäche zwar in den Griff, konnte aber zwischenzeitlich nur wenig Boden in der Tabelle gut machen.
Ljubljana konnte zwar stärker in die Meisterschaft starten, als zu Beginn prognostiziert worden war, jedoch lag das Team nach achtzehn Runden dennoch nur auf Rang neun. Mit Travis Brigley, Matt Higgins und Harlan Pratt wurden gleich drei neue Spieler verpflichtet, während Ralph Intranuovo den Verein verließ. Mit der mangelnden Auswärtsstärke blieb das Hauptproblem aber weiterhin bestehen.
Alba Volán, das bereits nach acht Spielen entschied, den Vertrag mit dem finnischen Tryout-Stürmer Teemu Elomo nicht zu verlängern, konnte auch dank eines starken Tommi Satosaari im Tor einige Spiele souverän für sich entscheiden und sich so im unteren Mittelfeld platzieren. Insbesondere nach dem unerwarteten Shootout-Sieg gegen den EHC Linz legte die Mannschaft stark zu und konnte mit einigen Siegen zeigen, dass die Mannschaft sich seit der ersten Saison in der EBEL stark gesteigert hatte. Dennoch kamen mit dem Verteidiger David Bornhammar und dem Stürmer Nathan Martz, der bereits in der Saison zuvor zu den besten Spielern der Ungarn gezählt und den Verein zwischenzeitlich verlassen hatte, neue Spieler hinzu.
Beim HK Jesenice wurde das finanziell bedingte Fehlen von wirklichen Leistungsträgern deutlich, da die Mannschaft mit nur zwei Siegen auf dem letzten Tabellenplatz stand und in einigen Spielen hohe Niederlagen hinnehmen musste. Hier wurde Torhüter Boris Tortunow vorzeitig entlassen und für ihn der ehemalige Grazer Dov Grumet-Morris verpflichtet. Auch Andrei Troschtschinski musste den Verein verlassen und wurde durch Bobby Robins ersetzt. Dennoch zeigte sich, dass Jesenice vor allem gegen Ende eines Spiels den nötigen Spielwitz und die Ausdauer vermissen ließ, wodurch viele Begegnungen vor allem in der Schlussphase verloren gingen.
Die Tabellenspitze hielten nach achtzehn Runden die Graz 99ers. Während der EC VSV nach der starken Startphase eine fünf Spiele andauernde Niederlagenserie hinnehmen musste und streckenweise schlechte Leistungen zeigte, gelangen den Grazern mehrere souveräne Siege in Folge, an denen auch Fabian Weinhandl im Tor einen hohen Anteil hatte. Unterbrochen wurde diese Serie lediglich durch eine unerwartete Heimniederlage gegen das Team aus Zagreb. In einem engen Spiel gegen den Tabellennachbarn aus Linz unterlagen die Grazer zwar im Shootout, der Punkt rettete jedoch zwischenzeitlich Platz eins.

### 2. Durchgang
| Tabellensituation nach dem zweiten Durchgang (36 Runden) | Tabellensituation nach dem zweiten Durchgang (36 Runden) | Tabellensituation nach dem zweiten Durchgang (36 Runden) | Tabellensituation nach dem zweiten Durchgang (36 Runden) | Tabellensituation nach dem zweiten Durchgang (36 Runden) | Tabellensituation nach dem zweiten Durchgang (36 Runden) | Tabellensituation nach dem zweiten Durchgang (36 Runden) | Tabellensituation nach dem zweiten Durchgang (36 Runden) |
| Rk                                                       | Team                                                     | GP                                                       | W                                                        | L (OTL)                                                  | GF:GA                                                    | +/-                                                      | Pts                                                      |
| -------------------------------------------------------- | -------------------------------------------------------- | -------------------------------------------------------- | -------------------------------------------------------- | -------------------------------------------------------- | -------------------------------------------------------- | -------------------------------------------------------- | -------------------------------------------------------- |
| 1                                                        | EC Graz 99ers                                            | 36                                                       | 23                                                       | 13 (4)                                                   | 133:88                                                   | +45                                                      | 50                                                       |
| 2                                                        | Vienna Capitals                                          | 36                                                       | 24                                                       | 12 (2)                                                   | 135:100                                                  | +35                                                      | 50                                                       |
| 3                                                        | EC Red Bull Salzburg                                     | 36                                                       | 22                                                       | 14 (3)                                                   | 145:110                                                  | +35                                                      | 47                                                       |
| 4                                                        | EHC Linz                                                 | 36                                                       | 20                                                       | 16 (5)                                                   | 123:104                                                  | +19                                                      | 45                                                       |
| 5                                                        | Alba Volán                                               | 36                                                       | 17                                                       | 19 (6)                                                   | 114:120                                                  | −6                                                       | 40                                                       |
| 6                                                        | EC VSV                                                   | 36                                                       | 18                                                       | 18 (2)                                                   | 105:121                                                  | −16                                                      | 38                                                       |
| 7                                                        | EC KAC                                                   | 36                                                       | 18                                                       | 18 (1)                                                   | 112:117                                                  | −5                                                       | 37                                                       |
| 8                                                        | KHL Medveščak Zagreb                                     | 36                                                       | 16                                                       | 20 (3)                                                   | 107:131                                                  | −24                                                      | 35                                                       |
| 9                                                        | HDD Olimpija Ljubljana                                   | 36                                                       | 13                                                       | 23 (2)                                                   | 99:133                                                   | −34                                                      | 28                                                       |
| 10                                                       | HK Jesenice                                              | 36                                                       | 9                                                        | 27 (4)                                                   | 99:148                                                   | −49                                                      | 22                                                       |

Im zweiten der drei Durchgänge setzten sich die zu Beginn der Meisterschaft eingeläuteten Trends fort. Die Graz 99ers konnten zwischenzeitlich die Führung auf bis zu sechs Punkte Vorsprung ausbauen, ein kurzes Tief ließ sie aber wenig später wieder zurückfallen. Mit den Linzern schwächelte auch der ehemals erste Verfolger und fiel schließlich bis auf den vierten Platz zurück. Linz musste auch auf die Verletzung von Verteidiger Darrel Scoville reagieren und verpflichtete mit Brendan Buckley Ersatz, um die zuletzt etwas unsichere Abwehr zu stabilisieren. Auch Goalie Alex Westlund zeigte streckenweise Anzeichen einer Überspielung und wurde des Öfteren im Spielverlauf durch seinen Backup Lorenz Hirn ersetzt.
Neuer erster Verfolger waren die Vienna Capitals, die trotz der Verletzungen von Rafael Rotter, David Rodman, Christian Dolezal und Philippe Lakos eine Siegesserie herausspielen konnten und nach dem 33. Spieltag sogar kurzzeitig auf dem ersten Tabellenplatz standen.
Die Red Bulls Salzburg konnten im Verlauf der Meisterschaft ihre latente Abwehrschwäche weitgehend beseitigen und einige Plätze in der Tabelle gut machen. Die Mannschaft bereitete sich parallel dazu auf die Teilnahme am IIHF Continental Cup vor, weshalb einige Spiele auf Dezember verschoben wurden. Das veränderte System von Trainer Pierre Pagé, der weiterhin mit vier Stürmern pro Linie spielen ließ, schlug sich vor allem in der Offensivkraft nieder: Nach 36 Spielen hatten die Salzburger 145 Tore erzielt, was einem Durchschnitt von 4,03 Treffern pro Spiel entsprach.
Etwas überraschend arbeitete sich Alba Volán mit einigen Siegen nach oben und konnte sich im Mittelfeld behaupten. Auch auswärts gelangen einige Erfolge gegen besser platzierte Mannschaften.
Der EC VSV musste auf die Verletzung von Mikael Wahlberg reagieren, der als kreative Kraft im Angriff eine große Lücke hinterließ, die auch Neuzugang Nate DiCasmirro nicht füllen konnte. Die Mannschaft rutschte in der Folge in der Tabelle zurück und ließ erkennen, dass die Qualität im Kader langfristig nicht mit jener der Topmannschaften konkurrenzfähig war. Bedingt durch das gute Konditionstraining im Vorfeld der Saison konnte das Team jedoch einige Schwächen kompensieren.
Beim EC KAC riss die Serie der Verletzungen nicht ab. Zwischenzeitlich waren Sean Brown, Herbert Ratz, Johannes Reichel, Fabian Scholz, Christoph Brandner, Andy Schneider und Jeff Shantz verletzt, und auch Neuzugang Shawn Bates versäumte bald nach seinem ersten Spiel einige Partien. Die Lücken im Kader wurden streckenweise mit Spielern aus den Jugendmannschaften aufgefüllt, aber die mangelnde Routine führte immer wieder zu Niederlagen, wobei aufgrund der größtenteils langwierigen Verletzungen keine unmittelbare Verbesserung in Sicht war. Hinzu kam, dass Bates mit seinen Leistungen enttäuschte und schließlich durch Jason Morgan ersetzt wurde, der jedoch auch keine neuen Akzente setzen konnte. Auf der Torhüterposition wurde mit Jordan Parise ebenfalls eine Verstärkung unter Vertrag genommen, jedoch fiel die Mannschaft trotzdem bis auf den siebten Rang zurück.
Neuzugang Medveščak konnte streckenweise die Leistungen verbessern, wenngleich immer noch Probleme in der Defensive vorhanden waren. Trainer Enio Sacilotto wurde durch Ted Sator ersetzt, der mehr Stabilität in die Mannschaft bringen sollte. Seine Übernahme wirkte sich zwar positiv aus, ein langfristiger Trend entstand daraus jedoch nicht. Guten Spielen mit konsequenten Leistungen aller Spieler standen immer wieder Fehlleistungen in einzelnen Partien gegenüber, was den Kroaten zwar die Annäherung an das Mittelfeld ermöglichte aber eine Verbesserung des Tabellenranges verhinderte.
Am Tabellenende standen weiterhin die beiden slowenischen Teilnehmer, bei denen ebenfalls Trainerwechsel erfolgten. Beim HDD Ljubljana wurde Dany Gélinas Ende November entlassen und durch den Finnen Hannu Järvenpää ersetzt. Die Laibacher konnten zwar den Rückstand etwas verringern, doch auch hier war keine wirkliche Leistungssteigerung erkennbar. Dazu kamen finanzielle Probleme, sodass die Slowenen auch Neuzugang Travis Brigley trotz guter Leistungen vorzeitig aus dem Vertrag entlassen mussten. Diese Schwierigkeiten sollten sich mit dem Fortgang der Saison noch wesentlich verschlimmern und zu einer Abwanderungswelle von Schlüsselspielern führen.
Am meisten Probleme hatte erwartungsgemäß weiterhin der HK Jesenice. Mit Grumet-Morris kam zwar mehr Stabilität auf der Position des Torhüters ins Team, die unerfahrene und weitgehend auf junge Spieler aufgebaute Verteidigung hatte jedoch weiterhin Probleme. Im Sturm trat durch die Verpflichtung von Todd Elik eine leichte Verbesserung ein. Elik wurde von Trainer Mike Posma (der sein Amt vom Russen Ildar Rahmatuljin übernommen hatte) kurzerhand mit dem PKW aus Thurgau geholt, noch bevor die vertraglichen Details des Wechsels geklärt waren. Der Rückstand des Teams aus Jesenice auf einen Play-off-Platz betrug nach zwei Dritteln der Meisterschaft jedoch bereits 13 Punkte, was angesichts der mangelnden Qualität im Kader das Erreichen eines Play-off-Platzes schon sehr früh unwahrscheinlich werden ließ.

### 3. Durchgang
Der dritte Durchgang brachte keine fundamentalen Änderungen in der Tabelle mehr, wenngleich sich einige Platzierungen noch verschoben. Die Graz 99ers behaupteten ihre Spitzenposition auch weiterhin und überzeugten mit einem funktionierenden Mannschaftsgefüge und guter Defensivarbeit. Hier hatte Fabian Weinhandl auch nach Sébastien Charpentiers Genesung das Vertrauen und wechselte sich mit diesem im Tor ab. Wesentlich für den Erfolg war auch, dass es über die Saison kaum Verletzungen unter den Spielern gab. Salzburg schaffte es wie in den Jahren zuvor gegen Ende der Saison die Form zu optimieren und erneut den Anspruch als Titelanwärter zu festigen, wenngleich die Mannschaft den Grunddurchgang mit einer 0:7-Niederlage bei den Grazern abschloss.
Einige Schwächen offenbarten jedoch die Vienna Capitals, bei denen es knapp vor Transferschluss noch zu einigen umstrittenen Entscheidungen kam. Verteidiger Tino Teppert wurde trotz guter Leistungen aus dem Kader genommen und durch die beiden Legionäre Francis Lemieux und Darryl Bootland ersetzt. Diese Entscheidung rief viel Kritik hervor und schlug sich in keiner signifikanten Verbesserung des Kaders nieder.
Der EHC Linz schwächelte zwar ebenfalls, stabilisierte sich gegen Ende jedoch, wenngleich die Mannschaft über den vierten Rang nicht mehr hinauskam. Dahinter sicherte sich der EC VSV den fünften Platz in der Tabelle. Die Villacher profitierten von der Rückkehr einiger verletzter Spieler und fanden zum Ende des Grunddurchgangs wieder zu einer kompakteren Form. Der EC KAC steigerte sich ebenfalls noch zum Ende hin und machte mit Auswärtssiegen in Salzburg und Graz auf sich aufmerksam, womit auch noch einige Plätze in der Tabelle gutgemacht werden konnten. Jordan Parise erwies sich als der erhoffte Rückhalt und führte zwischenzeitlich die Torhüterwertung an. Positiv fiel auch Gregor Hager auf, der mit einem Hattrick einen Auswärtssieg beim EC VSV ermöglichte. Lediglich Alba Volán konnte gegen den amtierenden Meister in dieser Phase noch einmal mit 2:1 gewinnen.
KHL Medvešcak Zagreb und Alba Volán Székesfehérvár qualifizierten sich souverän für die Play-offs und verpassten nur knapp die höheren Tabellenplätze. Die Kroaten konnten die Probleme in der Verteidigung weitgehend beseitigen, während Alba Volán mit konstant guten Leistungen überzeugen konnte.
Keine große Veränderung gab es auf den Rängen neun und zehn. Der HDD Olimpija Ljubljana musste infolge der prekären Finanzlage immer mehr seiner Leistungsträger abgeben und verlor trotz einiger guter Leistungen immer mehr an Boden. Dafür verbesserten sich die Leistungen des HK Jesenice, der zwischenzeitlich auch einige Siege gegen Favoriten erzielen konnte, und dessen Mannschaft gegen Ende der Saison immer besser zusammenfand. Mit dem Ausgang der Meisterschaft hatten die beiden Teams aber schließlich nichts mehr zu tun, wenngleich Jesenice Laibach am Ende noch überholte.

### Tabelle nach dem Grunddurchgang
| Rk | Team                      | Spiele | S  | N  | SNV | NNV | SNP | NNP | Tore    | TVH | Punkte |
| -- | ------------------------- | ------ | -- | -- | --- | --- | --- | --- | ------- | --- | ------ |
| 1  | EC Graz 99ers             | 54     | 36 | 18 | 3   | 2   | 3   | 3   | 197:132 | +65 | 77     |
| 2  | EC Red Bull Salzburg      | 54     | 33 | 21 | 5   | 4   | 1   | 1   | 203:158 | +45 | 71     |
| 3  | Vienna Capitals           | 54     | 33 | 21 | 5   | 3   | 2   | 1   | 193:156 | +37 | 70     |
| 4  | EHC Linz                  | 54     | 30 | 24 | 0   | 2   | 2   | 7   | 176:150 | +26 | 69     |
| 5  | EC VSV                    | 54     | 29 | 25 | 3   | 1   | 2   | 1   | 162:174 | −12 | 60     |
| 6  | Alba Volán Székesfehérvár | 54     | 25 | 29 | 2   | 7   | 3   | 0   | 165:184 | −19 | 57     |
| 7  | EC KAC                    | 54     | 27 | 27 | 3   | 1   | 4   | 2   | 166:159 | +7  | 57     |
| 8  | KHL Medveščak Zagreb      | 54     | 25 | 29 | 5   | 5   | 4   | 2   | 160:182 | −22 | 57     |
| 9  | HK Jesenice               | 54     | 16 | 38 | 4   | 3   | 2   | 4   | 148:205 | −57 | 39     |
| 10 | HDD Olimpija Ljubljana    | 54     | 16 | 38 | 1   | 3   | 0   | 2   | 141:211 | −70 | 37     |

### Statistiken des Grunddurchgangs

#### Topscorer
| Spieler            | Spieler            | Mannschaft | SP | T  | V  | PKT | SM  | +/− | PPG | PPA | SHG | SHA | GWG |
| ------------------ | ------------------ | ---------- | -- | -- | -- | --- | --- | --- | --- | --- | --- | --- | --- |
| Vereinigte Staaten | Eric Healey        | 99ers      | 53 | 27 | 40 | 67  | 18  | +31 | 8   | 13  | 0   | 0   | 5   |
| Osterreich         | Roland Kaspitz     | VSV        | 53 | 14 | 51 | 65  | 58  | +16 | 2   | 16  | 0   | 0   | 1   |
| Kanada             | Greg Day           | 99ers      | 54 | 19 | 45 | 64  | 16  | +29 | 3   | 15  | 0   | 1   | 5   |
| Vereinigte Staaten | Pat Leahy          | Linz       | 50 | 24 | 39 | 63  | 90  | +4  | 12  | 18  | 0   | 0   | 4   |
| Kanada             | Frank Banham       | Ljubljana  | 44 | 30 | 32 | 62  | 34  | −4  | 6   | 15  | 2   | 1   | 3   |
| Osterreich         | Thomas Koch        | Salzburg   | 50 | 19 | 43 | 62  | 24  | +27 | 4   | 22  | 3   | 0   | 3   |
| Kanada             | Benoît Gratton     | Capitals   | 49 | 18 | 41 | 59  | 140 | +16 | 6   | 17  | 2   | 0   | 3   |
| Kanada             | Ryan Duncan        | Salzburg   | 50 | 26 | 32 | 58  | 34  | +14 | 6   | 11  | 1   | 0   | 4   |
| Slowenien          | David Rodman       | Capitals   | 52 | 22 | 36 | 58  | 50  | +12 | 7   | 15  | 1   | 0   | 5   |
| Kanada             | Brad Purdie        | Linz       | 51 | 23 | 33 | 56  | 74  | +6  | 9   | 15  | 0   | 0   | 3   |
| Rumänien           | Árpád Mihály       | Alba Volán | 54 | 24 | 31 | 55  | 65  | +12 | 12  | 5   | 1   | 1   | 4   |
| Kanada             | Jean-Philippe Paré | 99ers      | 54 | 18 | 36 | 54  | 40  | +21 | 4   | 9   | 1   | 1   | 1   |
| Kanada             | Rob Shearer        | Linz       | 51 | 17 | 36 | 53  | 43  | +11 | 2   | 15  | 1   | 0   | 2   |
| Kanada             | Warren Norris      | 99ers      | 53 | 29 | 23 | 52  | 34  | +25 | 9   | 4   | 0   | 1   | 7   |
| Estland            | Andrei Makrov      | Jesenice   | 52 | 27 | 25 | 52  | 40  | −8  | 10  | 8   | 0   | 0   | 4   |

(Legende zur Spielerstatistik: Sp oder GP = absolvierte Spiele; T oder G = erzielte Tore; V oder A = erzielte Assists; Pkt oder Pts = erzielte Scorerpunkte; SM oder PIM = erhaltene Strafminuten; +/− = Plus/Minus-Bilanz; PP = erzielte Überzahltore; SH = erzielte Unterzahltore; GW = erzielte Siegtore; 1 Play-downs/Relegation; Kursiv: Statistik nicht vollständig)

#### Torhüter
|                    | Spieler               | Mannschaft | GP | GPI | GS | MIP     | SOG  | SVS  | GA  | SVS%  | GAA  | SO | W  | L  | OTL |
| ------------------ | --------------------- | ---------- | -- | --- | -- | ------- | ---- | ---- | --- | ----- | ---- | -- | -- | -- | --- |
| Osterreich         | Fabian Weinhandl      | 99ers      | 54 | 39  | 38 | 2302:40 | 1135 | 1043 | 92  | 91,89 | 2,40 | 3  | 25 | 8  | 4   |
| Vereinigte Staaten | Jordan Parise         | KAC        | 17 | 14  | 13 | 815:18  | 417  | 383  | 34  | 91,85 | 2,50 | 1  | 6  | 6  | 2   |
| Ungarn             | Zoltán Hetényi        | Alba Volán | 51 | 21  | 18 | 1123:47 | 718  | 656  | 62  | 91,36 | 3,31 | 0  | 7  | 8  | 4   |
| Vereinigte Staaten | Alex Westlund         | Linz       | 54 | 51  | 51 | 3061:28 | 1615 | 1475 | 140 | 91,33 | 2,74 | 2  | 28 | 14 | 9   |
| Kanada             | Sébastien Charpentier | 99ers      | 35 | 17  | 16 | 965:18  | 434  | 396  | 38  | 91,24 | 2,36 | 0  | 11 | 5  | 1   |
| Osterreich         | Bernhard Starkbaum    | VSV        | 54 | 18  | 17 | 1031:15 | 554  | 505  | 49  | 91,16 | 2,85 | 1  | 12 | 5  | 0   |
| Kanada             | Frédéric Cassivi      | Capitals   | 53 | 51  | 51 | 2984:27 | 1549 | 1411 | 138 | 91,09 | 2,77 | 1  | 30 | 16 | 4   |
| Osterreich         | René Swette           | KAC        | 54 | 36  | 36 | 2018:58 | 1071 | 974  | 97  | 90,94 | 2,88 | 3  | 19 | 14 | 0   |
| Osterreich         | Gert Prohaska         | VSV        | 54 | 38  | 37 | 2214:46 | 1274 | 1155 | 119 | 90,66 | 3,22 | 1  | 17 | 18 | 2   |
| Finnland           | Tommi Satosaari       | Alba Volán | 52 | 37  | 36 | 2144:58 | 1270 | 1150 | 120 | 90,55 | 3,36 | 0  | 18 | 14 | 3   |
| Kanada             | David LeNeveu         | Salzburg   | 49 | 34  | 32 | 1938:58 | 909  | 822  | 87  | 90,43 | 2,69 | 2  | 23 | 7  | 2   |
| Vereinigte Staaten | Dov Grumet-Morris     | Jesenice   | 40 | 39  | 38 | 2350:28 | 1357 | 1224 | 133 | 90,20 | 3,40 | 2  | 13 | 20 | 6   |
| Kanada             | Norm Maracle          | Ljubljana  | 35 | 25  | 23 | 1376:08 | 833  | 751  | 82  | 90,16 | 3,58 | 1  | 6  | 13 | 3   |
| Osterreich         | Reinhard Divis        | Salzburg   | 32 | 16  | 16 | 944:36  | 438  | 394  | 44  | 89,95 | 2,79 | 1  | 9  | 5  | 2   |
| Slowenien          | Robert Kristan        | Medveščak  | 54 | 48  | 48 | 2732:03 | 1491 | 1339 | 152 | 89,81 | 3,34 | 1  | 23 | 18 | 7   |
| Slowenien          | Aleš Sila             | Ljubljana  | 53 | 28  | 24 | 1339:43 | 820  | 735  | 85  | 89,63 | 3,81 | 0  | 9  | 14 | 0   |
| Slowenien          | Gaber Glavič          | Jesenice   | 52 | 16  | 13 | 777:36  | 467  | 413  | 54  | 88,44 | 4,17 | 0  | 3  | 9  | 0   |

(Legende zur Torhüterstatistik: GP oder Sp = Spiele insgesamt; W oder S = Siege; L oder N = Niederlagen; T oder U oder OT = Unentschieden oder Overtime- bzw. Shootout-Niederlage; Min. = Minuten; SOG oder SaT = Schüsse aufs Tor; GA oder GT = Gegentore; SO = Shutouts; GAA oder GTS = Gegentorschnitt; Sv% oder SVS% = Fangquote; EN = Empty Net Goal; 1 Play-downs/Relegation; Kursiv: Statistik nicht vollständig)

## Play-offs

### Play-off-Baum
| Viertelfinale | Viertelfinale             | Viertelfinale        |   |                      | Halbfinale | Halbfinale | Halbfinale |  |  | Finale | Finale | Finale |
|               |                           |                      |   |                      |            |            |            |  |  |        |        |        |
| 1             | EC Graz 99ers             | 2                    |   |                      |            |            |            |  |  |        |        |        |
| 8             | KHL Medveščak Zagreb      | 4                    |   |                      |            |            |            |  |  |        |        |        |
| 8             | KHL Medveščak Zagreb      | 4                    | 2 | EC Red Bull Salzburg | 4          |            |            |  |  |        |        |        |
|               |                           |                      | 2 | EC Red Bull Salzburg | 4          |            |            |  |  |        |        |        |
|               | 8                         | KHL Medveščak Zagreb | 1 |                      |            |            |            |  |  |        |        |        |
| 2             | 8                         | KHL Medveščak Zagreb | 1 | EC Red Bull Salzburg | 4          |            |            |  |  |        |        |        |
| 2             |                           |                      |   | EC Red Bull Salzburg | 4          |            |            |  |  |        |        |        |
| 7             | EC KAC                    | 3                    |   |                      |            |            |            |  |  |        |        |        |
| 7             | EC KAC                    | 3                    | 2 | EC Red Bull Salzburg | 4          |            |            |  |  |        |        |        |
|               |                           |                      |   | EC Red Bull Salzburg | 4          |            |            |  |  |        |        |        |
|               | 4                         | EHC Linz             | 2 |                      |            |            |            |  |  |        |        |        |
| 3             | 4                         | EHC Linz             | 2 | Vienna Capitals      | 4          |            |            |  |  |        |        |        |
| 3             |                           |                      |   | Vienna Capitals      | 4          |            |            |  |  |        |        |        |
| 6             | Alba Volán Székesfehérvár | 1                    |   |                      |            |            |            |  |  |        |        |        |
| 6             | Alba Volán Székesfehérvár | 1                    | 3 | Vienna Capitals      | 3          |            |            |  |  |        |        |        |
|               |                           |                      | 3 | Vienna Capitals      | 3          |            |            |  |  |        |        |        |
|               | 4                         | EHC Linz             | 4 |                      |            |            |            |  |  |        |        |        |
| 4             | 4                         | EHC Linz             | 4 | EHC Linz             | 4          |            |            |  |  |        |        |        |
| 4             |                           |                      |   | EHC Linz             | 4          |            |            |  |  |        |        |        |
| 5             | EC VSV                    | 1                    |   |                      |            |            |            |  |  |        |        |        |

### Viertelfinale
Die Viertelfinalserien begannen am 21. Februar 2010. Als erste Mannschaft sicherte sich der EHC Linz seinen Platz im Halbfinale, der sich gegen den EC VSV mit 4:1 Siegen durchsetzte. In den ersten vier Begegnungen wurde von der jeweils unterlegenen Mannschaft in jedem Spiel ein Vorsprung von zwei Toren vergeben. Der EC VSV lag in den ersten beiden Spielen in Linz mit 2:0 voran, konnte aber letztlich nur ein Heimspiel in der Overtime gewinnen. Das fünfte und entscheidende Spiel geriet für die Mannschaft zum Desaster, als man in Linz mit 2:7 unterlag und vor allem an schweren Fehlern in der Abwehr scheiterte. Insgesamt zeigte sich, dass das Team vor allem von den starken einheimischen Kräften profitierte, die Transferkartenspieler ließen jedoch auch bedingt durch das mangelnde Budget die notwendige Klasse zum Teil vermissen. Der EHC Linz konnte zwar ebenfalls keine konstant gute Leistung zeigen, erwies sich aber über die Serie als effizienter.
Nur etwa zwanzig Minuten später sicherten sich die Vienna Capitals das Halbfinale, die sich im entscheidenden fünften Spiel erst in der Overtime gegen Alba Volán durchsetzen konnten. Die Serie hatte mit einem überraschenden Overtime-Sieg der Ungarn begonnen, den jedoch die Capitals im nächsten Spiel, ebenfalls erst in der Verlängerung, egalisierten. Danach erwiesen sich die Wiener als die deutlich bessere Mannschaft. Nach zwei deutlichen Niederlagen war Alba Volán erst in Spiel fünf wieder ein starker Gegner und führte zwischenzeitlich sogar auf Wiener Eis. In der Overtime nutzten die Hausherren dann aber ein Überzahlspiel und warfen den einzigen ungarischen EBEL-Teilnehmer aus der Meisterschaft.
Die größte Überraschung des Viertelfinales ergab sich in der Serie des Tabellenersten EC Graz 99ers gegen die Nummer acht, KHL Medveščak Zagreb aus Kroatien. Die Serie begann zunächst erwartungsgemäß mit zwei Siegen des Favoriten. Die Kroaten fanden erst im dritten Spiel der Serie zu ihren Stärken und tauschten auch ihren ersten Torwart Robert Kristan gegen den jungen und vergleichsweise unerfahrenen Gašper Krošelj. Mit einem knappen 3:2-Auswärtssieg nach Verlängerung wendete sich das Blatt. Zagreb schaffte es, die nominell stärkste Sturmreihe der Liga, bestehend aus Eric Healey, Warren Norris und Greg Day, erfolgreich zu neutralisieren und glich zunächst in der Serie aus. Mit einem weiteren Auswärtssieg holte sich das Team den Matchpuck, der mit dem vierten Sieg in Folge auf eigenem Eis auch souverän verwertet wurde.
Als einzige Serie ging das Duell zwischen dem EC Red Bull Salzburg und dem EC KAC über die volle Distanz von sieben Spielen. Die Begegnungen verliefen äußerst eng und wurden über weite Strecken von den Defensiven beider Teams beherrscht. Nachdem die ersten vier Spiele jeweils vom Auswärtsteam gewonnen wurden, gelang den Salzburgern in Spiel fünf der erste Heimsieg. Der EC KAC erzwang im sechsten Duell zwar ein Entscheidungsspiel, musste dort aber dem Kräfteverschleiß des von Verletzungsfällen geplagten Grunddurchgangs Tribut zollen und konnte das hohe Tempo der Red Bulls nicht mitgehen. Zwar gelang es, einen 0:3-Rückstand mit zwei Treffern noch aufzuholen, aber Salzburg fixierte mit einem Empty Net Goal schließlich den Einzug ins Halbfinale.
| EC Graz 99ers (1) – KHL Medveščak Zagreb (8)   | EC Graz 99ers (1) – KHL Medveščak Zagreb (8) | EC Graz 99ers (1) – KHL Medveščak Zagreb (8) |
| ---------------------------------------------- | -------------------------------------------- | -------------------------------------------- |
| 21. Februar                                    | EC Graz 99ers – KHL Medveščak Zagreb         | 2:1 (0:1, 1:0, 1:0)                          |
| 23. Februar                                    | KHL Medveščak Zagreb – EC Graz 99ers         | 3:6 (2:1, 0:1, 1:4)                          |
| 25. Februar                                    | EC Graz 99ers – KHL Medveščak Zagreb         | 2:3 n. V. (0:0, 1:2, 1:0, 0:1)               |
| 28. Februar                                    | KHL Medveščak Zagreb – EC Graz 99ers         | 3:0 (0:0, 1:0, 2:0)                          |
| 2. März                                        | EC Graz 99ers – KHL Medveščak Zagreb         | 3:4 n. V. (3:0, 0:1, 0:2, 0:1)               |
| 4. März                                        | KHL Medveščak Zagreb – EC Graz 99ers         | 5:2 (2:1, 1:0, 2:1)                          |
| KHL Medveščak Zagreb gewinnt die Serie mit 4:2 |                                              |                                              |

| EC Red Bull Salzburg (2) – EC KAC (7)              | EC Red Bull Salzburg (2) – EC KAC (7) | EC Red Bull Salzburg (2) – EC KAC (7) |
| -------------------------------------------------- | ------------------------------------- | ------------------------------------- |
| 21. Februar                                        | EC Red Bull Salzburg – EC KAC         | 2:3 (0:1, 1:0, 1:2)                   |
| 23. Februar                                        | EC KAC – EC Red Bull Salzburg         | 1:3 (0:1, 1:0, 0:2)                   |
| 25. Februar                                        | EC Red Bull Salzburg – EC KAC         | 2:3 (1:2, 0:0, 1:1)                   |
| 28. Februar                                        | EC KAC – EC Red Bull Salzburg         | 0:2 (0:0, 0:0, 0:2)                   |
| 2. März                                            | EC Red Bull Salzburg – EC KAC         | 3:2 (1:1, 1:1, 1:0)                   |
| 4. März                                            | EC KAC – EC Red Bull Salzburg         | 5:3 (2:3, 2:0, 1:0)                   |
| 7. März                                            | EC Red Bull Salzburg – EC KAC         | 4:2 (2:0, 1:1, 1:1)                   |
| Der EC Red Bull Salzburg gewinnt die Serie mit 4:3 |                                       |                                       |

| Vienna Capitals (3) – Alba Volán Székesfehérvár (6) | Vienna Capitals (3) – Alba Volán Székesfehérvár (6) | Vienna Capitals (3) – Alba Volán Székesfehérvár (6) |
| --------------------------------------------------- | --------------------------------------------------- | --------------------------------------------------- |
| 21. Februar                                         | Vienna Capitals – Alba Volán Székesfehérvár         | 2:3 n. V. (1:0, 1:2, 0:0, 0:1)                      |
| 23. Februar                                         | Alba Volán Székesfehérvár – Vienna Capitals         | 2:3 n. V. (1:1, 0:1, 1:0, 0:1)                      |
| 25. Februar                                         | Vienna Capitals – Alba Volán Székesfehérvár         | 5:1 (1:0, 2:0, 2:1)                                 |
| 28. Februar                                         | Alba Volán Székesfehérvár – Vienna Capitals         | 1:4 (0:1, 1:2, 0:1)                                 |
| 2. März                                             | Vienna Capitals – Alba Volán Székesfehérvár         | 6:5 n. V. (1:0, 0:1, 4:4, 1:0)                      |
| Die Vienna Capitals gewinnen die Serie mit 4:1      |                                                     |                                                     |

| EHC Linz (4) – EC VSV (5)              | EHC Linz (4) – EC VSV (5) | EHC Linz (4) – EC VSV (5)      |
| -------------------------------------- | ------------------------- | ------------------------------ |
| 21. Februar                            | EHC Linz – EC VSV         | 3:2 (0:2, 2:0, 1:0)            |
| 23. Februar                            | EC VSV – EHC Linz         | 4:3 n. V. (1:1, 0:2, 2:0, 1:0) |
| 25. Februar                            | EHC Linz – EC VSV         | 5:2 (0:2, 4:0, 1:0)            |
| 28. Februar                            | EC VSV – EHC Linz         | 3:4 n. V. (2:1, 0:1, 1:1, 0:1) |
| 2. März                                | EHC Linz – EC VSV         | 7:2 (3:0, 2:1, 2:1)            |
| Der EHC Linz gewinnt die Serie mit 4:1 |                           |                                |

### Halbfinale
Das Halbfinale begann am 9. März 2010. Als erste Mannschaft sicherte sich der EC Red Bull Salzburg die Teilnahme am Finale. Der Vizemeister verlor nur Spiel Nummer drei, das auf eigenem Eis mit einem deutlichen 1:4 an die Kroaten ging. Die übrigen Begegnungen wurden von den Salzburgern klar dominiert. Zagreb scheiterte unter anderem auch an der eigenen Disziplin und agierte durchweg sehr häufig in Unterzahl. Im letzten Spiel gelang es dem Neuzugang zwar noch, einen 0:3-Rückstand mit zwei Treffern im Schlussabschnitt aufzuholen, aber letzten Endes genügte es nicht mehr für einen zweiten Sieg.
In der zweiten Serie zogen die Vienna Capitals gegen die schwächelnden Linzer zunächst mit drei Siegen in Folge davon. Die Oberösterreicher fanden erst im vierten Spiel zu ihren Stärken zurück und gewannen ihr erstes Spiel gestützt auf einen starken Alex Westlund im Tor in der Overtime. Die fünfte Begegnung verlief anschließend sehr kurios: zu Beginn des zweiten Drittels führten die Capitals bereits mit einem komfortablen 4:1-Vorsprung, gaben das Spiel aber aus der Hand, als die Mannschaft binnen vier Minuten drei Unterzahltore hinnehmen musste. Auch in Spiel sechs vergaben die Capitals Sekunden vor Schluss die Führung und verloren in der Overtime durch einen verwerteten Penaltyschuss von Brad Purdie, womit die Linzer die Serie trotz des 0:3-Rückstandes ausgeglichen hatten. Im alles entscheidenden Spiel hatten die Oberösterreicher dann zwar einen schwachen Start und gerieten schnell mit 0:2 in Rückstand, glichen aber noch im ersten Drittel auf 3:3 aus. Hauptverantwortlich war auf Wiener Seite das äußerst schwache Defensivspiel, das den Linzern viel Raum ließ. Auch der Wiener Torwart Frédéric Cassivi spielte unter seinen Möglichkeiten und verließ beim Stand von 6:3 für Linz nach knapp 42 Minuten sein Tor. Knapp vor Schluss kamen die Wiener durch einen Doppelschlag von Marcel Rodman noch einmal heran, aber letzten Endes zog Linz mit einem 7:5-Sieg in das Finale ein, was in der österreichischen Eishockey-Geschichte noch keiner Mannschaft nach einem Rückstand von 0:3 in einer Serie bisher gelungen war.
| EC Red Bull Salzburg (2) – KHL Medveščak Zagreb (8) | EC Red Bull Salzburg (2) – KHL Medveščak Zagreb (8) | EC Red Bull Salzburg (2) – KHL Medveščak Zagreb (8) |
| --------------------------------------------------- | --------------------------------------------------- | --------------------------------------------------- |
| 9. März                                             | EC Red Bull Salzburg – KHL Medveščak Zagreb         | 2:0 (0:0, 2:0, 0:0)                                 |
| 11. März                                            | KHL Medveščak Zagreb – EC Red Bull Salzburg         | 1:5 (0:2, 0:1, 1:2)                                 |
| 14. März                                            | EC Red Bull Salzburg – KHL Medveščak Zagreb         | 1:4 (0:2, 1:2, 0:0)                                 |
| 16. März                                            | KHL Medveščak Zagreb – EC Red Bull Salzburg         | 1:5 (1:2, 0:1, 0:2)                                 |
| 18. März                                            | EC Red Bull Salzburg – KHL Medveščak Zagreb         | 3:2 (1:0, 1:0, 1:2)                                 |
| Salzburg gewinnt die Serie mit 4:1                  |                                                     |                                                     |

| Vienna Capitals (3) – EHC Linz (4)     | Vienna Capitals (3) – EHC Linz (4) | Vienna Capitals (3) – EHC Linz (4) |
| -------------------------------------- | ---------------------------------- | ---------------------------------- |
| 9. März                                | Vienna Capitals – EHC Linz         | 4:0 (0:0, 1:0, 3:0)                |
| 11. März                               | EHC Linz – Vienna Capitals         | 1:3 (0:2, 0:1, 1:0)                |
| 14. März                               | Vienna Capitals – EHC Linz         | 5:4 (2:2, 1:2, 2:0)                |
| 16. März                               | EHC Linz – Vienna Capitals         | 2:1 n. V. (0:0, 0:1, 1:0, 1:0)     |
| 18. März                               | Vienna Capitals – EHC Linz         | 4:6 (3:1, 1:4, 0:1)                |
| 21. März                               | EHC Linz – Vienna Capitals         | 6:5 n. V. (2:2, 1:2, 2:1, 1:0)     |
| 23. März                               | Vienna Capitals – EHC Linz         | 5:7 (3:3, 0:2, 2:2)                |
| Der EHC Linz gewinnt die Serie mit 4:3 |                                    |                                    |

### Finale

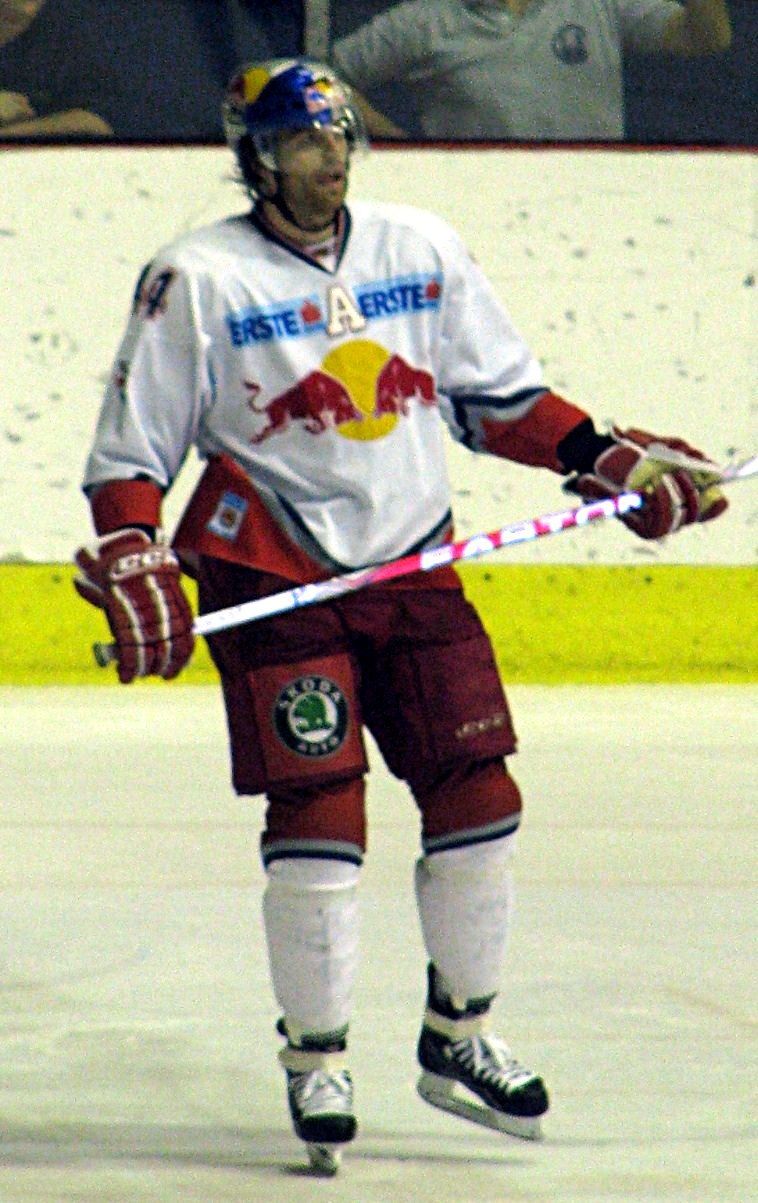
Doug Lynch schoss den EC Red Bull Salzburg im alles entscheidenden Spiel zum Meistertitel.

Das Finale begann am 25. März 2010. In den beiden ersten Begegnungen setzten die Linzer den Erfolgslauf aus dem Halbfinale fort und stellten auf eine 2:0-Führung in der Serie. Als große Stütze erwies sich erneut Alex Westlund, der in beiden Spielen deutlich mehr Torschüsse zu parieren hatte als sein Gegenüber. Der Linzer Sturm glänzte jedoch durch Effizienz und verwertete konsequent die herausgearbeiteten Chancen. Die Salzburger hatten umgekehrt Probleme mit der vergleichsweise langen Pause nach dem vorzeitig gewonnenen Halbfinale und fanden insbesondere in der Offensive nicht zu ihrem Spiel. Trainer Pierre Pagé sprach vor den Kameras des Pay-TV-Senders Sky von "zweitklassigem Eishockey" der Linzer und warf ihnen vor, mit ihrer abwartenden Defensivtaktik den "Speed und die Skills" der Salzburger zu stören und das österreichische Eishockey damit insgesamt im internationalen Vergleich zurückzuwerfen. Diese Aussagen stießen allerdings auf Unmut unter den Fans.
Erst mit dem dritten Spiel änderten sich die Kräfteverhältnisse, als Salzburg dank einer unkonzentrierten Linzer Verteidigung bereits im ersten Drittel auf 4:0 davonziehen konnte. Die Linzer besannen sich zwar im zweiten Spielabschnitt auf ihre Stärken und erzielten im Schlussdrittel sogar noch den Anschlusstreffer, aber letzten Endes besiegelte ein Treffer von Jeremy Rebek ins leere Tor die erste Niederlage der Oberösterreicher im Finale.
Auch in der folgenden Begegnung behielt Salzburg die Oberhand. Mit einem Doppelschlag stellte der Vizemeister bereits im ersten Drittel auf 2:0 und konnte zu Beginn des Mitteldrittels sogar einen weiteren Treffer erzielen. Die Linzer hatten erneut Schwierigkeiten in der Defensive, kamen aber nur eine Minute später zu ihrem ersten Torerfolg. Der Anschlusstreffer fiel jedoch erst knapp vor Schluss. Salzburg brachte den knappen Vorsprung über die Zeit und glich so in der Serie aus. Die Oberösterreicher hatten zwar erstmals in der Serie mehr Torschüsse als der Gegner vorzuweisen, aber im Gegensatz zum Halbfinale und den ersten beiden Finalpartien fehlte die Effizienz vor dem Tor.
Salzburg drehte die Serie schließlich mit dem fünften Spiel. Zwar konnten die Linzer den ersten Treffer noch ausgleichen, aber die Bullen zogen mit Beginn des Schlussdrittels auf 3:1 davon. Der Anschlusstreffer durch Brad Purdie, der auch den Ausgleich erzielt hatte, kam zu spät. Erst im entscheidenden Spiel gelang es den Linzern wieder, dem Vizemeister Paroli zu bieten. Eine schnelle 2:0-Führung nach dem ersten Drittel wurde zwar egalisiert, aber die Linzer konnten umgekehrt eine Salzburger Führung im Schlussabschnitt zum 3:3 ausgleichen. Der Sieger wurde erst in der zweiten Overtime gefunden, was die Begegnung zur bisher längsten in der Geschichte der österreichischen Eishockey-Liga machte. Erst in der 83. Minute erzielte Doug Lynch das alles entscheidende Tor für den EC Red Bull Salzburg, der damit zum dritten Mal in der kurzen Vereinsgeschichte österreichischer Eishockey-Meister wurde.
| 25. März 2010 19:15 Uhr | EC Red Bull Salzburg Latusa M. (4:43, Welser D.) Aubin B. (41:13, Siklenka M.) | 2:3 (1:2, 0:1, 1:0) | EHC Linz Bronilla R. (8:42, Lukas P., Schlacher M.) MacDonald F. (19:15, PP, Grabher-Meier M., Shearer R.) Lukas P. (33:37, PP, Bronilla R., Leahy P.) |  |

| 28. März 2010 18:00 Uhr | EHC Linz Matthiasson M. (17:46, Shearer R., Purdie B.) Baumgartner G. (33:33, Leahy P., Lukas R.) Grabher-Meier M. (38:17, PP, Shearer R., MacDonald F.) Shearer R. (40:46, Purdie B., Lukas R.) Iberer M. (49:05, Grabher-Meier M., Buckley B.) Shearer R. (51:27, Mayr M.) | 6:4 (1:0, 2:1, 3:3) Strafminuten: 14:4 Torschüsse: 23:45                   | EC Red Bull Salzburg Filewich J. (32:07, Duncan R., Trattnig M.) Trattnig M. (45:16, PP, Siklenka M., Latusa M.) Koch T. (46:42, PP, Siklenka M.) Lakos A. (55:02, Powerplay, Welser D.) |
| 30. März 2010 19:15 Uhr | EC Red Bull Salzburg Aubin B. (01:53, Lakos A., Pewal M.) Heinrich D. (5:47, Rebek J., Schiechl M.) Welser D. (14:04, Powerplay, Aubin B., Wilson K.) Koch T. (14:48, Rebek J.) Duncan R. (55:38, Aubin B., Regier S.) Rebek J. (57:04, Empty Net, Lynch D.)                 | 6:3 (4:0, 0:2, 2:1) Strafminuten: 24:10 Torschüsse: 37:25                  | EHC Linz Bronilla R. (23:52, Powerplay, Pat Leahy, Lukas P.) Pat Leahy (27:48, Shorthanded, Shearer R.) MacDonald F. (53:28, Shearer R., Matthiasson M.)                                 |
| 1. April 2010 19:15 Uhr | EHC Linz Lukas P. (24:08, Leahy P., Buckley B.) Baumgartner G. (56:56, Powerplay, Lukas P., Bronilla R.) | 2:3 (0:2, 1:1, 1:0) Strafminuten: 6:10 Torschüsse: 29:23                   | EC Red Bull Salzburg Siklenka M. (15:33, Powerplay, Koch T.) Duncan R. (16:23) Lynch D. (23:05, Ulmer M., Rebek J.)                                                                      |
| 4. April 2010 18:00 Uhr | EC Red Bull Salzburg Aubin B. (04:13, Powerplay, Pewal M., Wilson K.) Rebek J. (38:41, Powerplay, Koch T., Latusa M.) Welser D. (43:12, Koch T.) | 3:2 (1:0, 1:1, 1:1) Strafminuten: 8:12 Torschüsse: 42:27                   | EHC Linz Purdie B. (21:21, Powerplay, Matthiasson M., MacDonald F.) Purdie B. (56:20, Shearer R., Lukas R.)                                                                              |
| 6. April 2010 19:15 Uhr | EHC Linz Leahy P. (03:40, Powerplay, Lukas R., Lukas P.) Purdie B. (14:53, MacDonald F., Shearer R.) Matthiasson M. (42:20, Purdie B., Lukas R.) | 3:4 n.2.V. (2:1, 0:1, 1:1, 0:0, 0:1) Strafminuten: 18:12 Torschüsse: 29:47 | EC Red Bull Salzburg Duncan R. (18:20, Powerplay, Regier S., Rebek J.) Lynch D. (23:45, Powerplay, Filewich J.) Welser D. (40:51, Koch T., Latusa M.) Lynch D. (82:27)                   |

### Play-off-Statistiken

#### Topscorer
| Spieler            | Spieler              | Mannschaft | SP | T  | V  | PKT | SM | +/− | PPG | PPA | SHG | SHA | GWG |
| ------------------ | -------------------- | ---------- | -- | -- | -- | --- | -- | --- | --- | --- | --- | --- | --- |
| Kanada             | Brad Purdie          | Linz       | 18 | 11 | 11 | 22  | 32 | +9  | 5   | 2   | 1   | 0   | 2   |
| Kanada             | Rob Shearer          | Linz       | 18 | 9  | 13 | 22  | 18 | +7  | 1   | 5   | 0   | 1   | 2   |
| Kanada             | Patrick Lebeau       | Capitals   | 12 | 5  | 17 | 22  | 8  | +11 | 1   | 7   | 0   | 0   | 1   |
| Schweden           | Markus Matthiasson   | Linz       | 18 | 9  | 10 | 19  | 14 | +6  | 1   | 6   | 0   | 0   | 1   |
| Vereinigte Staaten | Pat Leahy            | Linz       | 18 | 7  | 11 | 18  | 28 | −1  | 3   | 6   | 1   | 0   | 1   |
| Kanada             | Benoît Gratton       | Capitals   | 12 | 4  | 14 | 18  | 68 | +13 | 1   | 5   | 1   | 1   | 1   |
| Osterreich         | Daniel Welser        | Salzburg   | 17 | 7  | 9  | 16  | 42 | +5  | 2   | 4   | 0   | 1   | 2   |
| Osterreich         | Thomas Koch          | Salzburg   | 18 | 5  | 11 | 16  | 6  | +5  | 1   | 6   | 0   | 1   | 1   |
| Osterreich         | Rafael Rotter        | Capitals   | 12 | 10 | 5  | 15  | 38 | +5  | 2   | 1   | 0   | 0   | 1   |
| Vereinigte Staaten | T. J. Guidarelli     | Zagreb     | 11 | 2  | 13 | 15  | 4  | +7  | 0   | 5   | 1   | 1   | 0   |
| Kanada             | Mike Siklenka        | Salzburg   | 16 | 6  | 7  | 13  | 10 | +8  | 2   | 4   | 0   | 0   | 1   |
| Osterreich         | Manuel Latusa        | Salzburg   | 18 | 4  | 9  | 13  | 8  | +11 | 0   | 2   | 2   | 0   | 1   |
| Slowenien          | David Rodman         | Capitals   | 12 | 5  | 7  | 12  | 14 | +1  | 2   | 2   | 0   | 1   | 0   |
| Osterreich         | Martin Grabher-Meier | Linz       | 18 | 5  | 7  | 12  | 8  | +1  | 1   | 3   | 0   | 0   | 1   |
| Osterreich         | Marco Pewal          | Salzburg   | 18 | 3  | 9  | 12  | 20 | +2  | 2   | 2   | 0   | 2   | 1   |

(Legende zur Spielerstatistik: Sp oder GP = absolvierte Spiele; T oder G = erzielte Tore; V oder A = erzielte Assists; Pkt oder Pts = erzielte Scorerpunkte; SM oder PIM = erhaltene Strafminuten; +/− = Plus/Minus-Bilanz; PP = erzielte Überzahltore; SH = erzielte Unterzahltore; GW = erzielte Siegtore; 1 Play-downs/Relegation; Kursiv: Statistik nicht vollständig)

#### Torhüter
|                    | Spieler               | Mannschaft | GP | GPI | GS | MIP     | SOG | SVS | GA  | SVS%  | GAA  | SO | W  | L | OTL |
| ------------------ | --------------------- | ---------- | -- | --- | -- | ------- | --- | --- | --- | ----- | ---- | -- | -- | - | --- |
| Vereinigte Staaten | Jordan Parise         | KAC        | 7  | 7   | 7  | 416:21  | 242 | 224 | 18  | 92.56 | 2.59 | 0  | 3  | 4 | 0   |
| Slowenien          | Gašper Krošelj        | Zagreb     | 11 | 6   | 6  | 320:22  | 133 | 122 | 11  | 91.73 | 2.06 | 1  | 4  | 2 | 0   |
| Kanada             | David LeNeveu         | Salzburg   | 11 | 9   | 8  | 526:32  | 215 | 19  | 196 | 91.16 | 2.17 | 0  | 6  | 2 | 0   |
| Osterreich         | Reinhard Divis        | Salzburg   | 18 | 10  | 10 | 566:53  | 271 | 247 | 24  | 91.14 | 2.54 | 2  | 6  | 4 | 0   |
| Slowenien          | Robert Kristan        | Zagreb     | 11 | 6   | 5  | 353:25  | 211 | 192 | 19  | 91.00 | 3.23 | 0  | 1  | 4 | 0   |
| Vereinigte Staaten | Alex Westlund         | Linz       | 18 | 18  | 18 | 1115:06 | 655 | 61  | 594 | 90.69 | 3.28 | 0  | 10 | 7 | 1   |
| Osterreich         | Fabian Weinhandl      | Graz       | 6  | 2   | 2  | 120:00  | 63  | 57  | 6   | 90.48 | 3.00 | 0  | 1  | 1 | 0   |
| Kanada             | Sébastien Charpentier | Graz       | 6  | 4   | 4  | 256:51  | 115 | 103 | 12  | 89.57 | 2.80 | 0  | 1  | 1 | 2   |
| Finnland           | Tommi Satosaari       | Alba Volán | 5  | 5   | 5  | 302:49  | 185 | 165 | 20  | 89.19 | 3.96 | 0  | 1  | 3 | 1   |
| Osterreich         | Gert Prohaska         | VSV        | 5  | 4   | 4  | 250:52  | 135 | 120 | 15  | 88.89 | 3.59 | 0  | 1  | 2 | 1   |
| Kanada             | Frédéric Cassivi      | Capitals   | 12 | 12  | 12 | 718:04  | 278 | 241 | 37  | 86.69 | 3.09 | 1  | 7  | 2 | 3   |

(Legende zur Torhüterstatistik: GP oder Sp = Spiele insgesamt; W oder S = Siege; L oder N = Niederlagen; T oder U oder OT = Unentschieden oder Overtime- bzw. Shootout-Niederlage; Min. = Minuten; SOG oder SaT = Schüsse aufs Tor; GA oder GT = Gegentore; SO = Shutouts; GAA oder GTS = Gegentorschnitt; Sv% oder SVS% = Fangquote; EN = Empty Net Goal; 1 Play-downs/Relegation; Kursiv: Statistik nicht vollständig)

## Meisterschaftsendstand
1. EC Red Bull Salzburg
2. EHC Linz
3. Vienna Capitals
4. KHL Medveščak Zagreb
5. EC KAC
6. EC Graz 99ers
7. EC VSV
8. Alba Volán Székesfehérvár
9. HK Jesenice
10. HDD Olimpija Ljubljana

## Kader des Österreichischen Meisters
| Österreichischer Meister EC Red Bull Salzburg | Torhüter: Reinhard Divis, David LeNeveu Verteidiger: André Lakos, Wilhelm Lanz, Robert Lembacher, Doug Lynch, Daniel Mitterdorfer, Florian Mühlstein, Jeremy Rebek, Andreas Reisinger, Mike Siklenka, René Tödling, Matthias Trattnig, Daniel Welser, Andreas Wiedergut Angreifer: Brent Aubin, Ryan Duncan, Alexander Feichtner, Jonathan Filewich, Mario Fischer, Lukas Fritz, Dominique Heinrich, Thomas Koch, Manuel Latusa, Patrick Maier, Marco Pewal, Kevin Puschnik, Steve Regier, Michael Schiechl, Martin Ulmer, Kelsey Wilson Cheftrainer: Pierre Pagé |

## Schiedsrichter
Wie auch in den Jahren zuvor leiten Schiedsrichter aus allen an der Erste Bank Eishockey Liga beteiligten (und einigen anderen) Staaten die Partien. Das Schiedsrichterkollegium wird dabei von Obmann Martin Labitzke und seinem Stab zu den Einsätzen eingeteilt. In der folgenden Liste sind alle an der Saison 2009/10 beteiligten Schiedsrichter aufgeführt. In Klammer ist angegeben, ob der Schiedsrichter eine Lizenz der internationalen Eishockey-Föderation zum Leiten internationaler Begegnungen besitzt.
| - Stefan Bauer - Thomas Berneker (IIHF) - Martin Bogen - Pavel Cervenak (*) - Robert Dostal - Igor Dremelj - Robert Falkner (IIHF) | - Wolfgang Fussi (IIHF) - Peter Gebei - Christian Jelinek - Roland Kellner - Matthias Längle (IIHF) - Borut Lesnjak - Christian Oswald | - Christian Potocan (IIHF) - Martin Reichert - Wilhelm Schimm (**) - Ladislav Smetana - Viktor Trilar - Horst Martin Tschebull (IIHF) - Georg Veit |

Anmerkungen:
(*) Pavel Cervenak ist mit insgesamt 186 EBEL-Einsätzen seit 2000 der derzeitige Rekordhalter unter den aktiven Schiedsrichtern (Stand zum Ende der Saison 2008/09).
(**) Wilhelm Schimm ist als Gastschiedsrichter in der EBEL tätig (bisher 81 Einsätze).

## Zuschauer
Bedingt durch den großen Zuschauerandrang bei Liganeuling Zagreb und das Freiluftderby zwischen den beiden Kärntner Vereinen durchbrach die Gesamtzahl der Zuschauer in dieser Saison erstmals die Schallgrenze von einer Million, die während des Halbfinales erreicht wurde. Damit konnte die absolute Zahl der Zuschauer seit der Saison 2004/05 annähernd verdoppelt und seit der Jahrtausendwende sogar mehr als verdreifacht werden. Im März gab die Internationale Eishockey-Föderation bekannt, dass die EBEL mit einem Schnitt von mehr als 3.300 Zuschauern bei den Spielen des Grunddurchgangs die Slovnaft Extraliga überholt und sich damit auf Rang sieben der europäischen Topligen platziert hatte. Ein langfristiger Trend ist aus diesen Zahlen allerdings noch nicht abzusehen, da ein Teil des Anstieges aus den oben erwähnten Umständen resultierte. Die insgesamt äußerst positive Entwicklung wurde jedoch nach den vergangenen Jahren erneut bestätigt.

### Zuschauerstatistik
| Rang | Team                      | Zu Hause | Zu Hause  | Zu Hause     | Auswärts | Auswärts  | Auswärts     | Gesamt | Gesamt    | Gesamt       |
|      |                           | Spiele   | Zuschauer | Durchschnitt | Spiele   | Zuschauer | Durchschnitt | Spiele | Zuschauer | Durchschnitt |
| ---- | ------------------------- | -------- | --------- | ------------ | -------- | --------- | ------------ | ------ | --------- | ------------ |
| 1.   | KHL Medveščak Zagreb      | 32       | 190.850   | 5.964        | 33       | 93.488    | 2.833        | 65     | 284.338   | 4.374        |
| 2.   | EC KAC                    | 30       | 153.193   | 5.106        | 31       | 105.792   | 3.413        | 61     | 258.985   | 4.246        |
| 3.   | EC VSV                    | 29       | 108.700   | 3.748        | 30       | 125.911   | 4.197        | 59     | 234.611   | 3.976        |
| 4.   | EV Vienna Capitals        | 34       | 133.200   | 3.918        | 32       | 98.835    | 3.089        | 66     | 232.035   | 3.516        |
| 5.   | EC Graz 99ers             | 30       | 77.500    | 2.583        | 30       | 109.683   | 3.656        | 60     | 187.183   | 3.120        |
| 6.   | Alba Volán Székesfehérvár | 29       | 89.370    | 3.082        | 30       | 93.582    | 3.119        | 59     | 182.952   | 3.101        |
| 7.   | EHC LIWEST Linz           | 36       | 96.350    | 2.676        | 36       | 125.543   | 3.487        | 72     | 221.893   | 3.082        |
| 8.   | EC Red Bull Salzburg      | 37       | 92.779    | 2.508        | 35       | 124.014   | 3.543        | 72     | 216.793   | 3.011        |
| 9.   | HDD Olimpija Ljubljana    | 27       | 66.100    | 2.448        | 27       | 86.929    | 3.220        | 54     | 153.029   | 2.834        |
| 10.  | HK Jesenice               | 27       | 44.867    | 1.662        | 27       | 89.132    | 3.301        | 54     | 133.999   | 2.481        |

## Medien

### Fernsehübertragungen
Bereits am 16. Februar 2010 wurde bekannt, dass der Pay-TV-Sender Sky Deutschland seine Kooperation mit der Erste Bank Liga bis zur Saison 2014/15 verlängerte und damit der wichtigste Medienpartner der Liga bleiben wird. Jedoch kamen in der aktuellen Saison vier Übertragungen durch den Privatsender Servus TV im Free-TV hinzu, was in Zukunft noch ausgeweitet werden soll. Auch im Ausland wurden Ligaspiele übertragen: in Slowenien zeigte RTV Slovenia 29, in Ungarn Sportklub 17 und in Kroatien HRT ebenfalls 29 Livespiele, sodass die EBEL-Spiele es auf insgesamt 121 Fernseheinsätze allein im Grunddurchgang brachten.

### Radio
Wie bereits in den vergangenen Jahren wurden die Spiele der beiden Kärntner Clubs EC KAC und EC VSV regelmäßig live auf Radio Kärnten übertragen. Auch einige andere Bundesländer wie beispielsweise Wien boten unregelmäßige Übertragungen an. Zusätzlich brachte Radio Harmonie mit der Sendung Eis:society ein eigenes Magazin zur Liga heraus.

### Printmedien und Sonstiges
Insgesamt gab es allein im Grunddurchgang über 5.000 Berichte zur Liga in TV, Radio und den Printmedien, was eine Bruttoreichweite von rund 1,8 Milliarden Personen ergab. Jeder Österreicher wurde in diesem Zeitraum im Durchschnitt 1,8 Mal täglich von der Liga kontaktiert, was im Vergleich zu den Vorjahren erneut einen starken Zuwachs bedeutete.

## All-Star-Team und wertvollster Spieler
Wie in den vergangenen Jahren wurde auch in dieser Saison von den Eishockey-Fachjournalisten wieder der wertvollste Spieler (MVP, Most valuable Player) der Saison gewählt. Die Nachfolge des Salzburger Stürmers Thomas Koch trat der Linzer Torwart Alex Westlund an. Koch wurde vor dem VSV-Stürmer Roland Kaspitz zweiter. Auf den weiteren Plätzen folgten Rob Shearer (EHC Linz), Benoît Gratton und Raphael Rotter (beide Wien), Krisztián Palkovics und Márton Vas (beide Alba Volán) und Brad Purdie und Patrick Leahy (ebenfalls beide Linz). Als Hommage an den im Vorjahr verstorbenen Eishockeyspieler und -trainer Ron Kennedy wurde die Auszeichnung umbenannt und heißt seit der Saison 2009/10 Ron Kennedy-Trophy.
Zum EBEL-YoungStar des Jahres (bester Nachwuchsspieler) wurde von den Fans der KAC-Stürmer Markus Pirmann gewählt.
Das All-Star-Team wurde wieder von den Fans gewählt. Hier zeigten die euphorischen kroatischen Fans, welch großes Echo der EBEL-Beitritt von KHL Medveščak Zagreb hervorgerufen hatte: sämtliche Spieler der All-Star-Mannschaft stammten aus den Reihen der Bären:
| All-Star-Team der Saison 2009/10 | All-Star-Team der Saison 2009/10 | All-Star-Team der Saison 2009/10 | All-Star-Team der Saison 2009/10 | All-Star-Team der Saison 2009/10 | All-Star-Team der Saison 2009/10 |
| -------------------------------- | -------------------------------- | -------------------------------- | -------------------------------- | -------------------------------- | -------------------------------- |
| Robert Kristan Torwart           |                                  |                                  |                                  |                                  |                                  |
| Alan Letang Rechter Verteidiger  | Alan Letang Rechter Verteidiger  | Alan Letang Rechter Verteidiger  | Conrad Martin Linker Verteidiger | Conrad Martin Linker Verteidiger | Conrad Martin Linker Verteidiger |
| John Hecimovic Rechter Flügel    | John Hecimovic Rechter Flügel    | Mike Ouellette Center            | Mike Ouellette Center            | T. J. Guidarelli Linker Flügel   | T. J. Guidarelli Linker Flügel   |

## Besondere Vorkommnisse

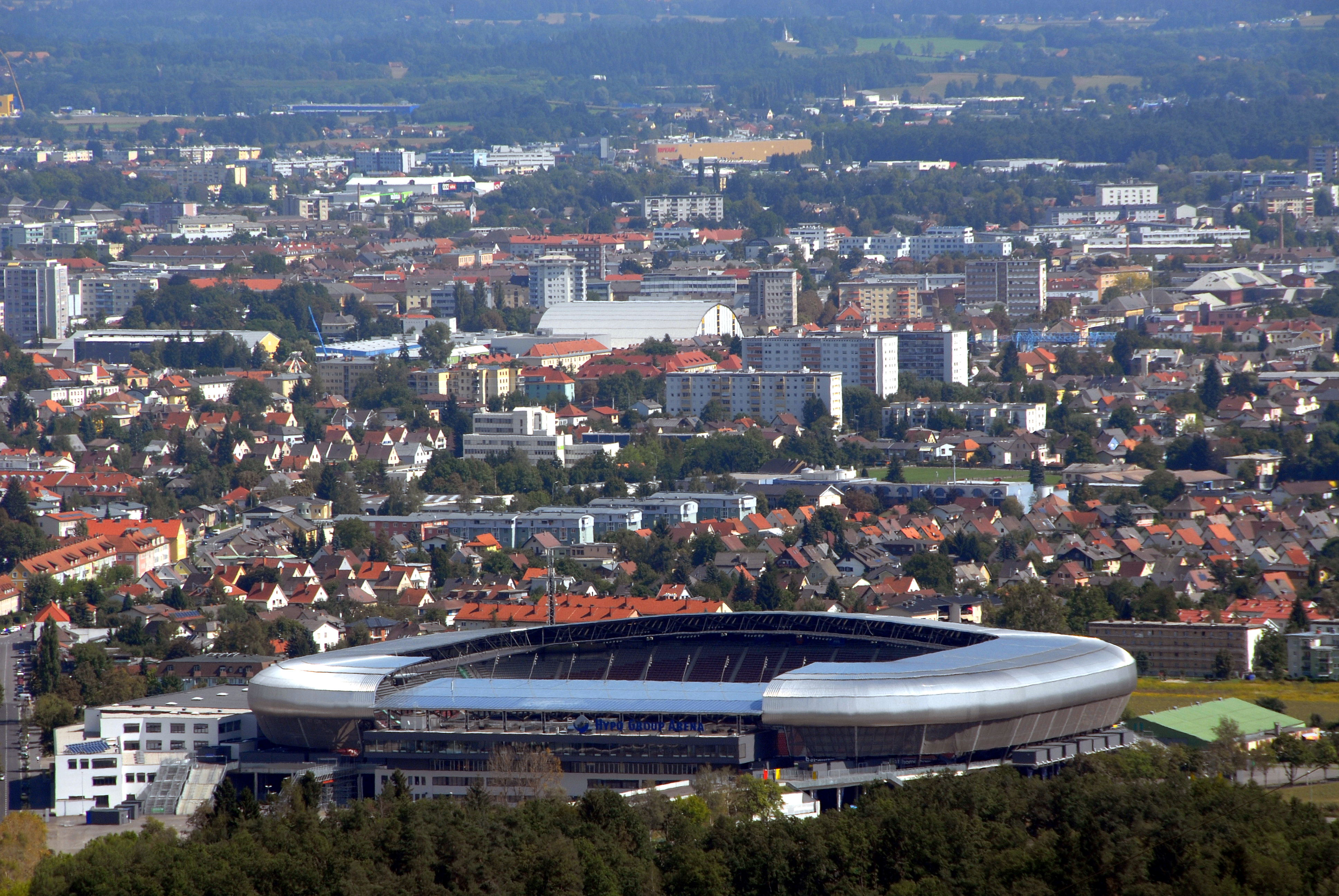
Am 9. Jänner 2009 fand in der Hypo Group Arena erstmals ein Eishockeyspiel in Österreich in einem Fußballstadion statt.

- Während der Play-offs der Saison 2008/09 erwirkte der EHC Linz in der Halbfinalserie gegen den EC VSV beim Strafsenat eine 3 Spiele andauernde Sperre gegen den Villacher Verteidiger Darrel Scoville. Dieser saß jedoch nur ein Spiel davon ab, da seine Mannschaft danach das Halbfinale verlor. Da Scoville im Sommer zu den Linzern wechselte, musste er die restlichen zwei Spiele bei jenem Verein absitzen, der ursprünglich die Sperre erwirkt hatte.[66]
- Die Graz 99ers verkündeten am 10. September 2009, mit der "Moser Medical Group" einen neuen Hauptsponsor gefunden zu haben. Daher erfolgte eine Änderung des Teamnamens in EC Moser Medical Graz 99ers.[67]
- Eine weitere Namensänderung gab der ungarische EBEL-Teilnehmer Alba Volán Székesfehérvár bekannt. Nach dem Tod des langjährigen Teamstürmers Gábor Ocskay nahm die Mannschaft dessen Rückennummer in ihren Namen auf und nannte sich Alba Volán 19 bzw. mit vollem Namen SAPA Fehérvár Alba Volán 19.[68]
- Am 9. Jänner wurde erstmals ein Spiel der Erste Bank Eishockey Liga in einem Fußballstadion ausgetragen. Das Derby zwischen dem EC KAC und dem EC VSV fand in der Hypo Group Arena statt, wo speziell für dieses Spiel ein Icerink aufgebaut wurde. Die Kosten für das Event beliefen sich auf rund 350.000 Euro. Insgesamt waren 30.500 Zuschauer bei dem Spiel anwesend, das der EC VSV mit 3:1 für sich entscheiden konnte.[69][70]
- Begünstigt auch durch das Freiluftspiel in Klagenfurt und der Teilnahme des Publikumsmagneten KHL Medveščak Zagreb konnte die durchschnittliche Zuschauerzahl in dieser Saison auf 3.301 gehoben werden. Damit ist die EBEL im IIHF-Ranking auf Platz 7 in Europa gereiht und hat somit die slowakische Slovnaft extraliga auf Platz 8 verdrängt.[71]